# Jean-Pierre Vibert

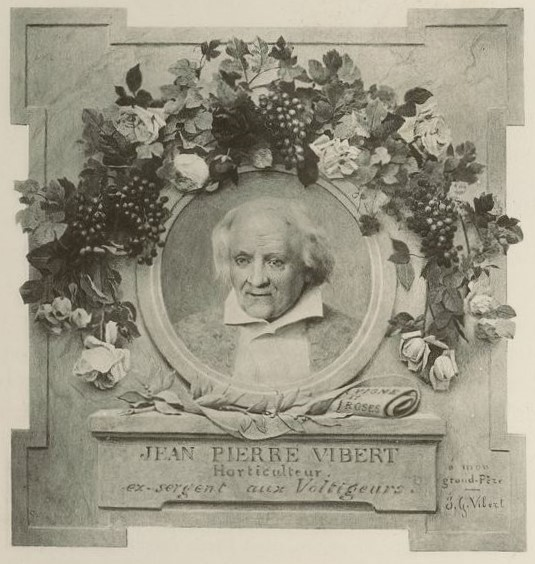
Jean-Pierre Vibert

Jean-Pierre Vibert (* 31. Januar 1777 in Paris; † 27. Januar 1866 in Montfort-l’Amaury) war ein bedeutender französischer Rosenzüchter.

## Leben
Über Viberts persönliches Leben ist relativ wenig bekannt. Seine Eltern waren Robert Vibert und dessen Frau Aimée Françoise, geb. Leiris.
In seiner Jugend war er ein großer Verehrer von Napoléon Bonaparte und diente als Soldat in der napoleonischen Armee. Bei der Belagerung von Neapel wurde er jedoch schwer verwundet und kehrte danach nach Paris zurück, wo er zunächst eine Eisenwarenhandlung eröffnete.
Er war verheiratet mit Adélaïde Charlotte Heu, mit der er mehrere Kinder hatte, den Sohn Théodore Vibert (1813–1850), und die Töchter Aimée und Adélaïde.
Viberts große Liebe zu Rosen wurde durch den ganz in der Nähe seines Ladens gelegenen Rosengarten von André Dupont geweckt, dem Rosenlieferanten (und Gärtner ?) von Kaiserin Joséphine. Ermutigt von Dupont, begann Vibert 1810 Rosen zu sammeln und zog 1812 nach Chennevières-sur-Marne, außerhalb von Paris, um dort Rosen anzubauen.

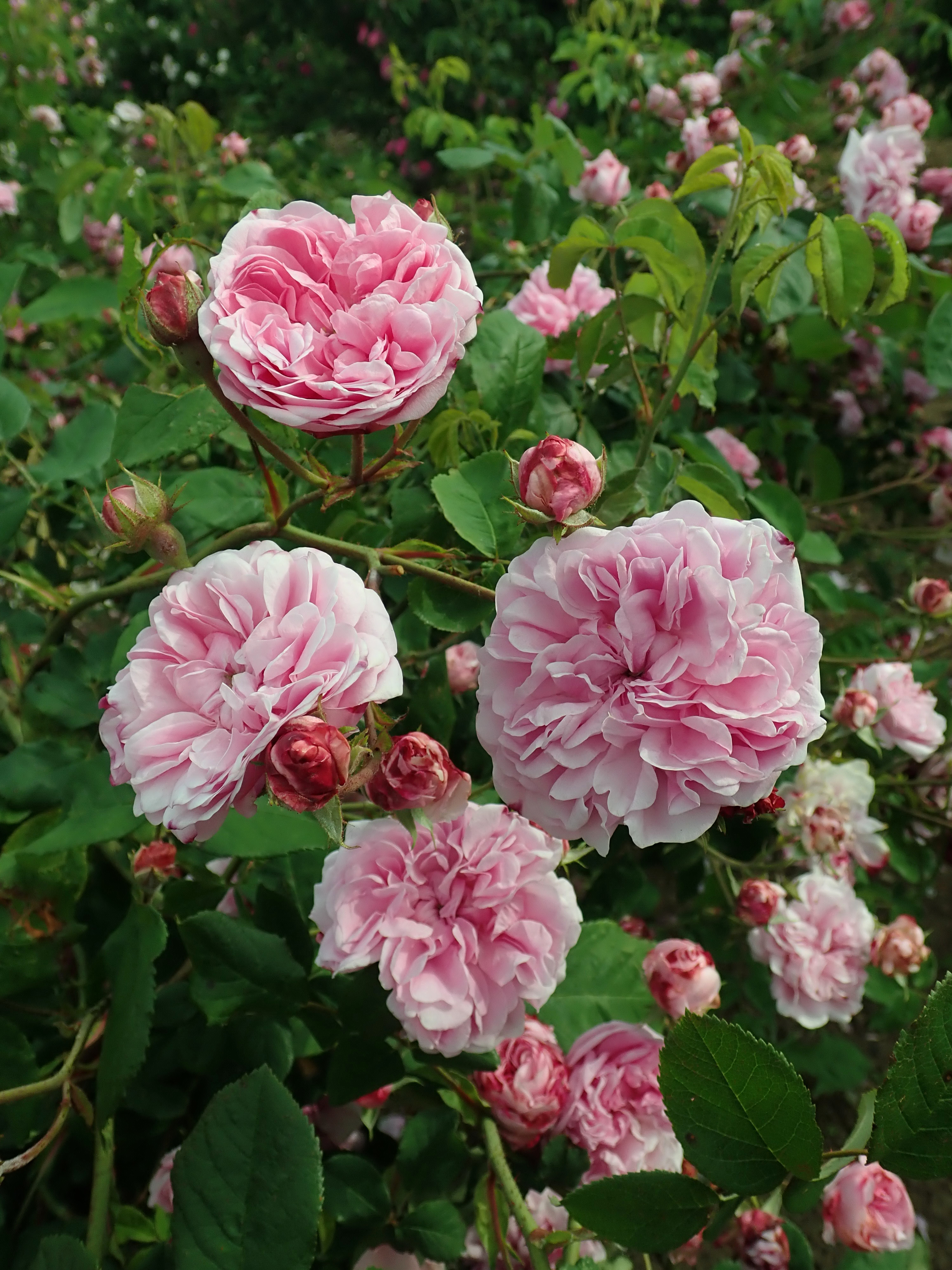
Viberts Rose 'Fulgens' (1830)

Schließlich übernahm Vibert 1815 die große Sammlung von Rosen und Sämlingen des bedeutenden Pionier-Züchters Jacques-Louis Descemet, dessen Besitz in Saint Denis gegen Ende der napoleonischen Kriege von britischen Truppen verwüstet worden war. Descemet musste aus politischen Gründen aus Paris fliehen und hinterließ Vibert auch seine Aufzeichnungen über seine Züchtungen.
Vibert brachte seine ersten eigenen Rosensorten 1816 heraus, kurz nachdem 1815 eine seiner Töchter und Anfang 1816 auch seine Frau gestorben waren.
Wegen einer Plage von Maikäfermaden, die über seine Pflanzen herfielen, übersiedelte er 1827 von Chennevières-sur-Marne nach Saint Denis, wo er bis 1835 blieb. Danach lebte und wirkte er zunächst in Longjumeau, ging aber um 1839 nach einer weiteren Maikäfer-Plage schließlich nach Angers, wo er seine Rosenzucht bis 1851 weiterführte.
Er beschäftigte sich außerdem mit der Zucht von Weinreben und begann in den 1820er Jahren Artikel über Rosen und deren Klassifizierung sowie über Weinreben zu veröffentlichen. Dabei geriet er gelegentlich in Kontroversen, da er sich nicht scheute, ehrlich seine Meinung über Missstände kundzutun, auch wenn er sich damit bei einigen gesellschaftlich angesehenen Personen unbeliebt machte.
Jean-Pierre Vibert gehörte zu den Gründungsmitgliedern der Société d’Horticulture de Paris (heute: Société Nationale d’Horticulture).
Darüber hinaus unternahm er viele Reisen auf der Suche nach guten neuen Rosen und hatte auch Sorten aus anderen Ländern oder von privaten Hobbygärtnern in seinem Vertrieb. Vibert hatte Geschäftsbeziehungen in ganz Europa und nach Amerika. Zu seinen wichtigsten Geschäftsfreunden gehörten die englischen Botaniker William Paul und Thomas Rivers.
Nach einer langen, glänzenden Karriere zog er sich 1851, mit 74 Jahren, ins Privatleben zurück. Sein Geschäft verkaufte er an seinen wichtigsten Gärtner M. Robert. Auf diese Weise wurden Viberts Geschäft und Rosenzucht bis in die 1890er Jahre fortgeführt.
Vibert starb in der Nacht des 27. Januar 1866, vier Tage vor seinem 89. Geburtstag. Nur wenige Tage zuvor sagte er zu seinem Enkel, dem Maler Jehan Georges Vibert: das einzige, was er in seinem Leben wirklich geliebt habe, seien Napoléon und die Rosen gewesen.

## Würdigung

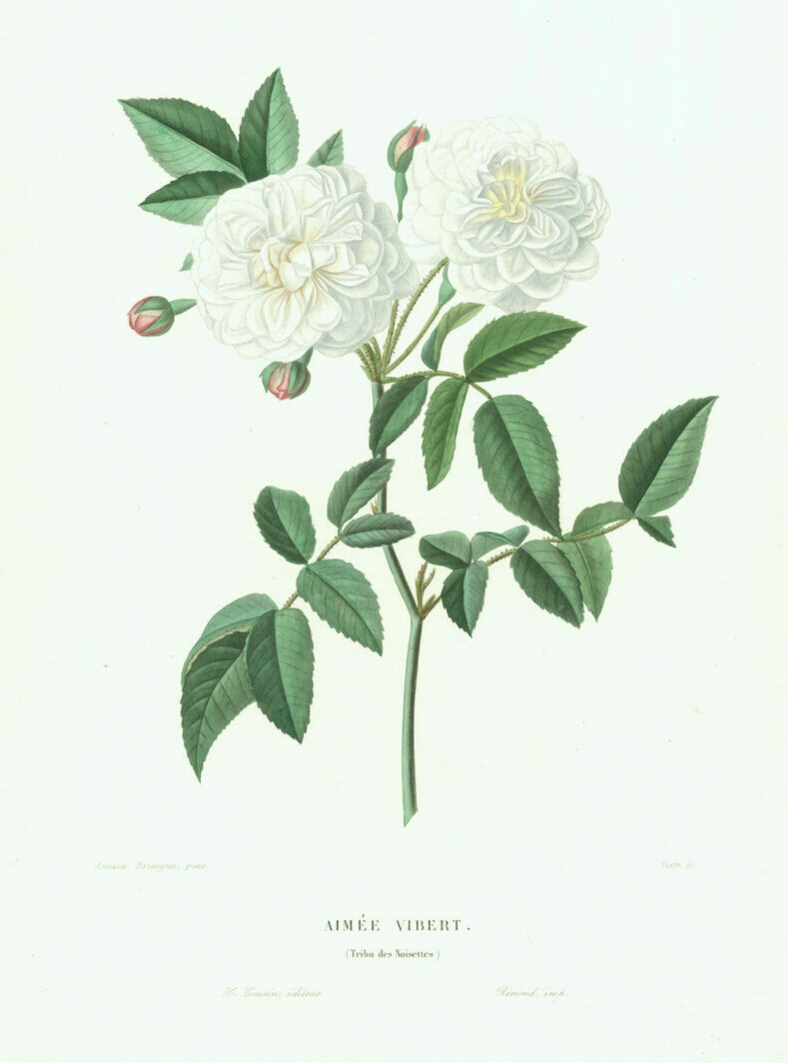
Die Noisette-Rose 'Aimée Vibert' wurde benannt nach einer von Viberts Töchtern

Vibert war einer der wichtigsten Rosenzüchter seiner Zeit und erwarb sich mithilfe der großen Zahl von Rosen – über 600 eigene Sorten –, die er in fast vier Jahrzehnten auf den Markt brachte, einen beachtlichen Wohlstand. Aus zeitgenössischen Quellen geht hervor, dass er das umfangreichste Sortiment von Rosen in Paris und wahrscheinlich weltweit hatte. Er verkaufte nicht nur eigene Rosen, sondern auch Sorten anderer Züchter, unter anderem von Descemet. Vibert beschäftigte sich nicht nur mit der Züchtung von neuen Sorten der klassischen europäischen Rosenarten, wie Alba, Gallica, Centifolien, Moos- und Damaszener-Rosen, sondern auch mit den damals allerneuesten Arten, wie China-, Tee- und Noisette-Rosen. Beispielsweise brachte Vibert in Frankreich die erste in Europa bekannte gelbe Chinarose, 'Parks' Yellow Tea-Scented China', auf den Markt, eine Rose, die große Bedeutung für die spätere Rosenzucht hatte. Von seinen Noisette-Rosen ist die Sorte 'Aimée Vibert' bis heute beliebt; andere heute noch ziemlich bekannte Rosen sind die zart-rosa Gallica-Hybride 'Duchesse d’Angoulême' und die rosa-farbene 'Ypsilanté' (beide 1821), die dunkel purpurrote Gallica-Rose 'Alain Blanchard' (1839), die creme-weiße Moosrose 'Comtesse de Murinais' und die purpurrosa 'Yolande d’Aragon' (beide 1843), sowie die karmin- oder scharlachrote Moosrose 'Etna' (1845).
Er züchtete auch Herbstdamaszener-Hybriden, Remontant- und Bourbonrosen und hatte ein besonderes Interesse für mehrfarbige gestreifte, gefleckte oder gepunktete Sorten. 1839 enthielt sein Katalog 900 verschiedene Rosen-Sorten und im Winter 1851–52, kurz nach der Geschäftsübernahme durch Robert, 975 Sorten oder Arten. Ein großer Teil der heute noch bekannten Alten Rosen aus der ersten Hälfte des 19. Jahrhunderts stammt von Vibert.
Heute noch sehr bekannte Sorten, die zwar von Vibert vertrieben, aber nicht von ihm gezüchtet wurden, sind 'Gloire des Rosomanes', 'De La Grifferaie' und 'Camailleux'; umgekehrt wurden auch von Vibert gezüchtete Sorten von anderen Händlern vertrieben. In manchen Fällen ist die Identifizierung einer nach wie vor existierenden Vibert-Rose nicht ganz geklärt.

## Galerie: Rosen von Vibert

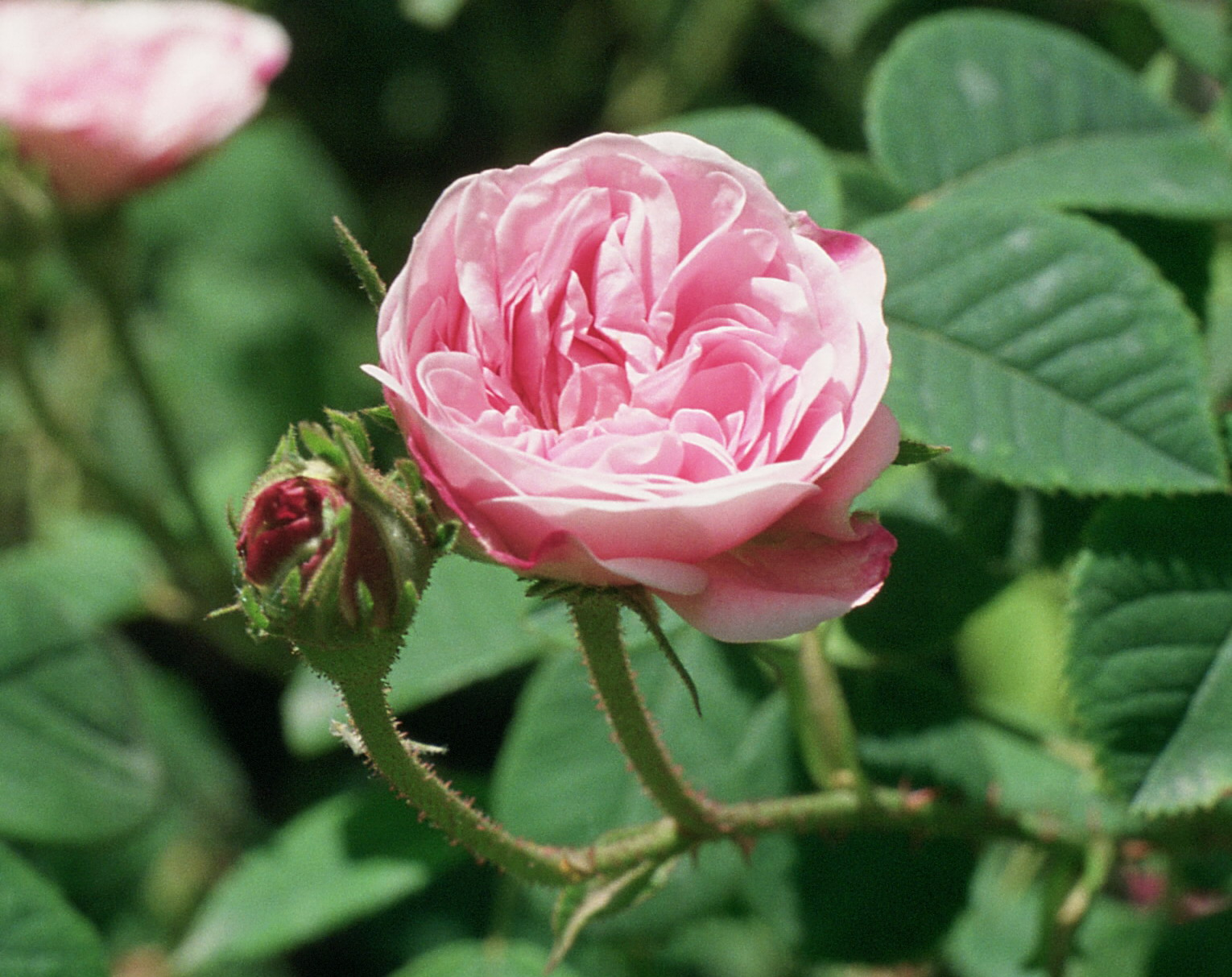
'Petite Lisette', 1817
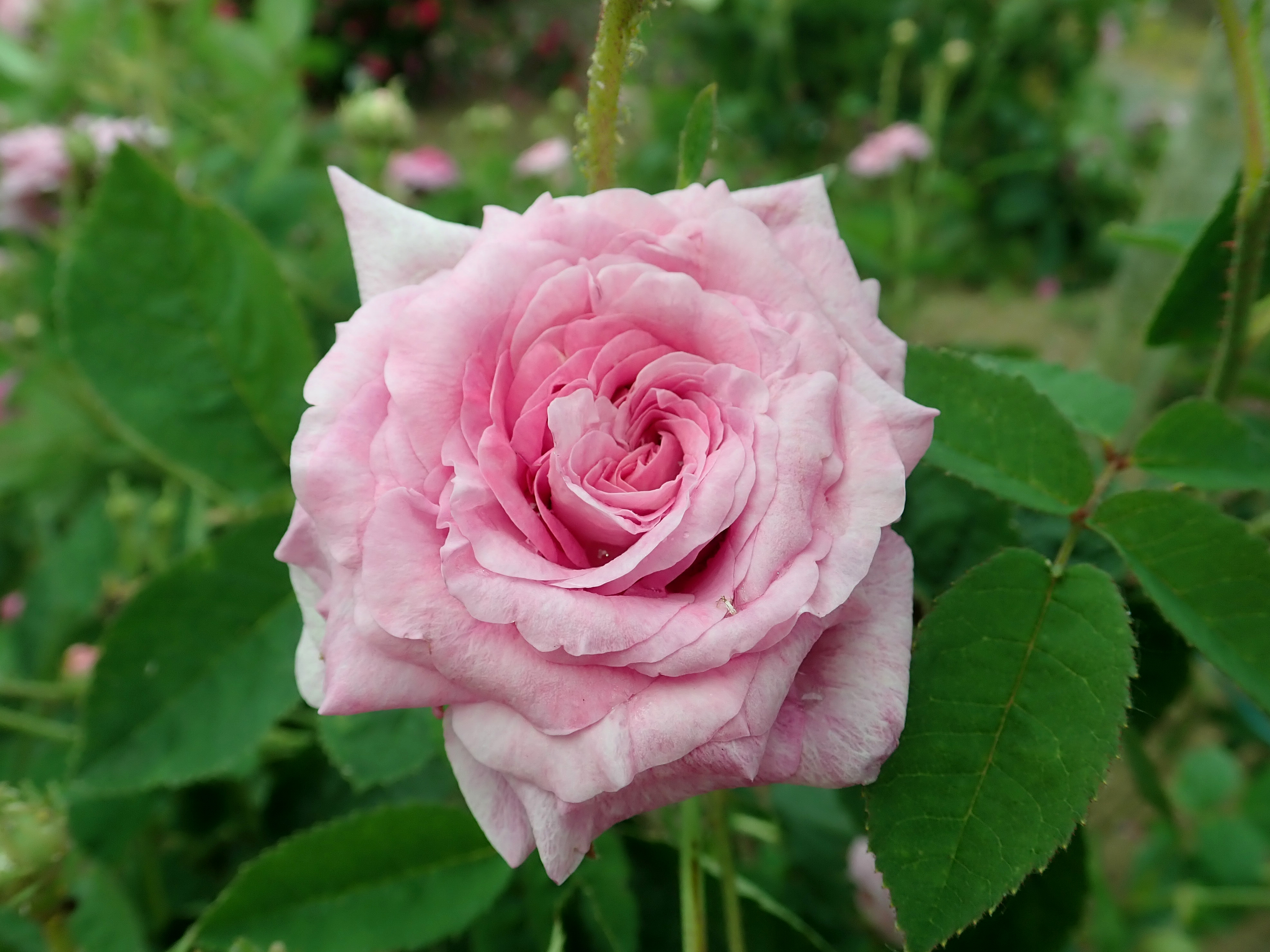
'Bérénice', 1818
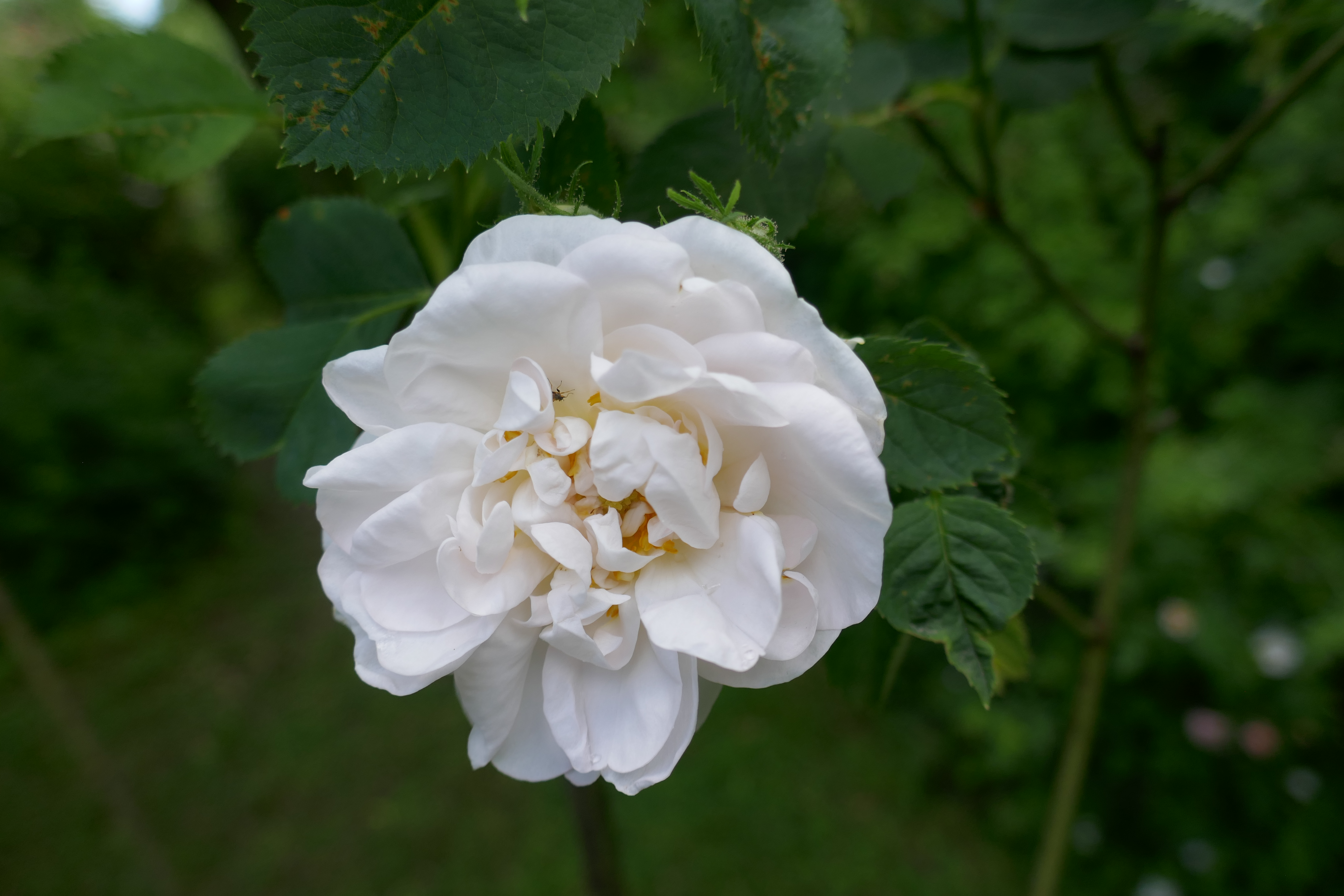
'Jeanne d’Arc', 1818
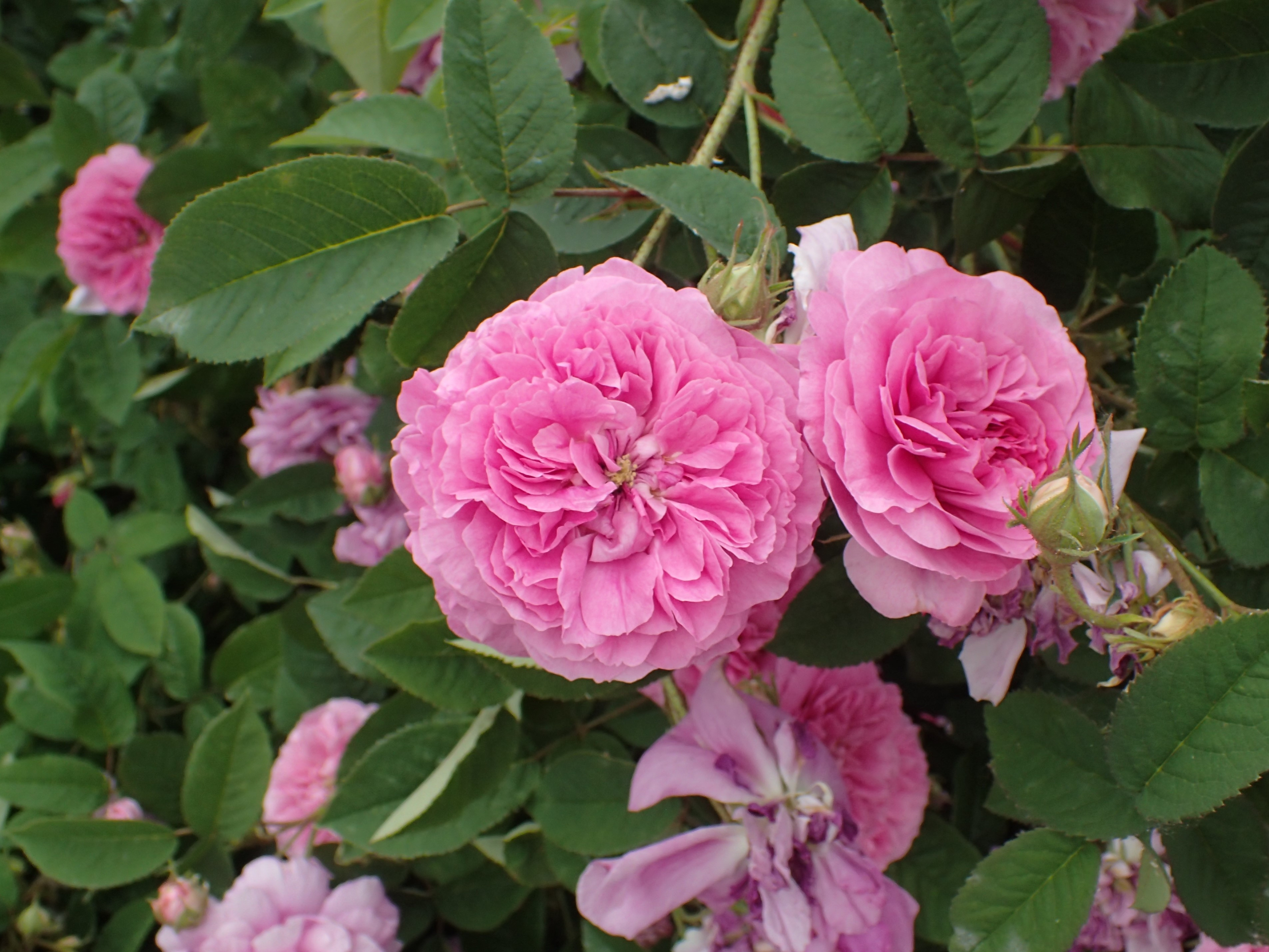
'Duc de Bordeaux', 1820
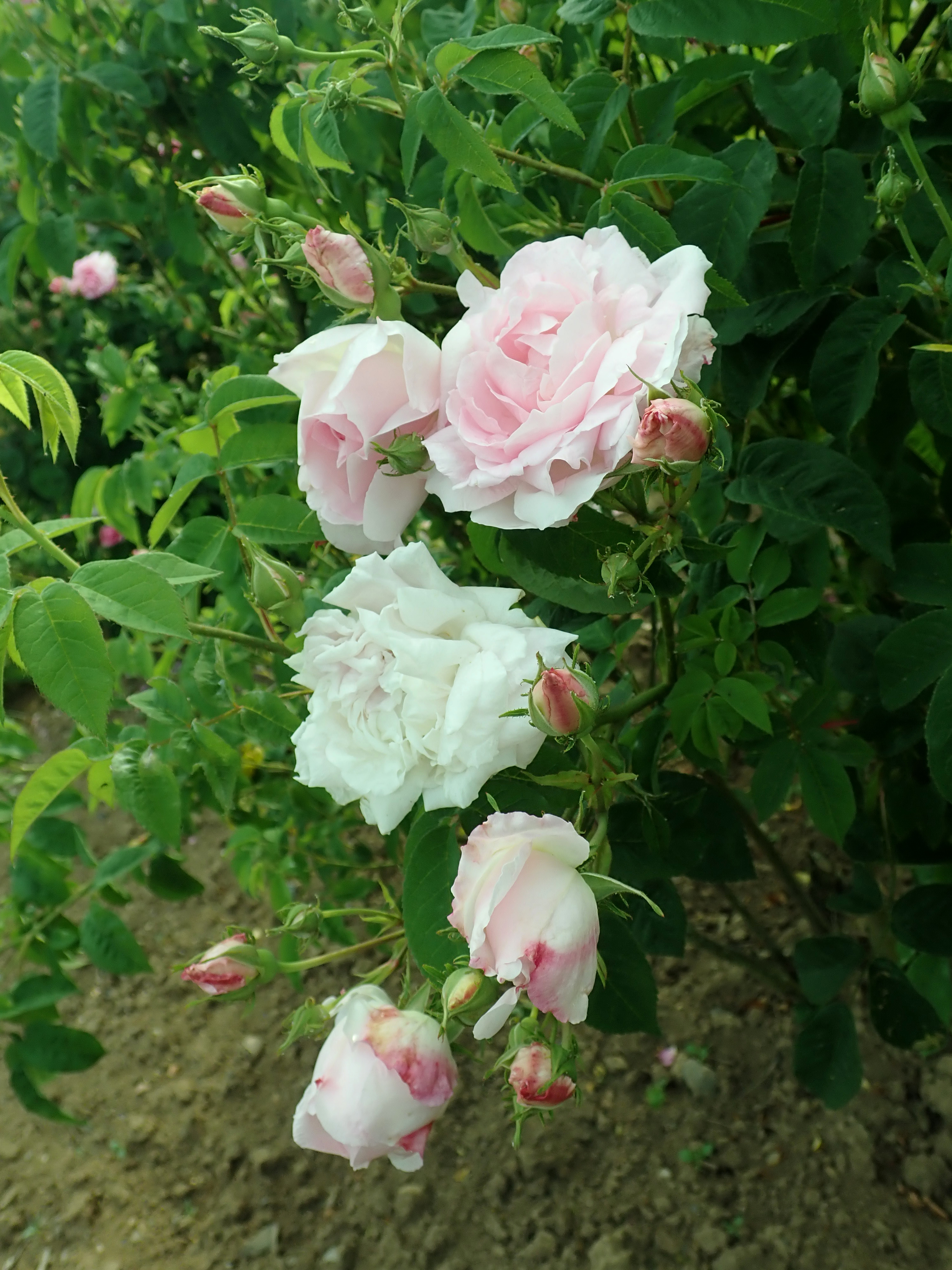
'Duchesse d’Angoulême', 1821
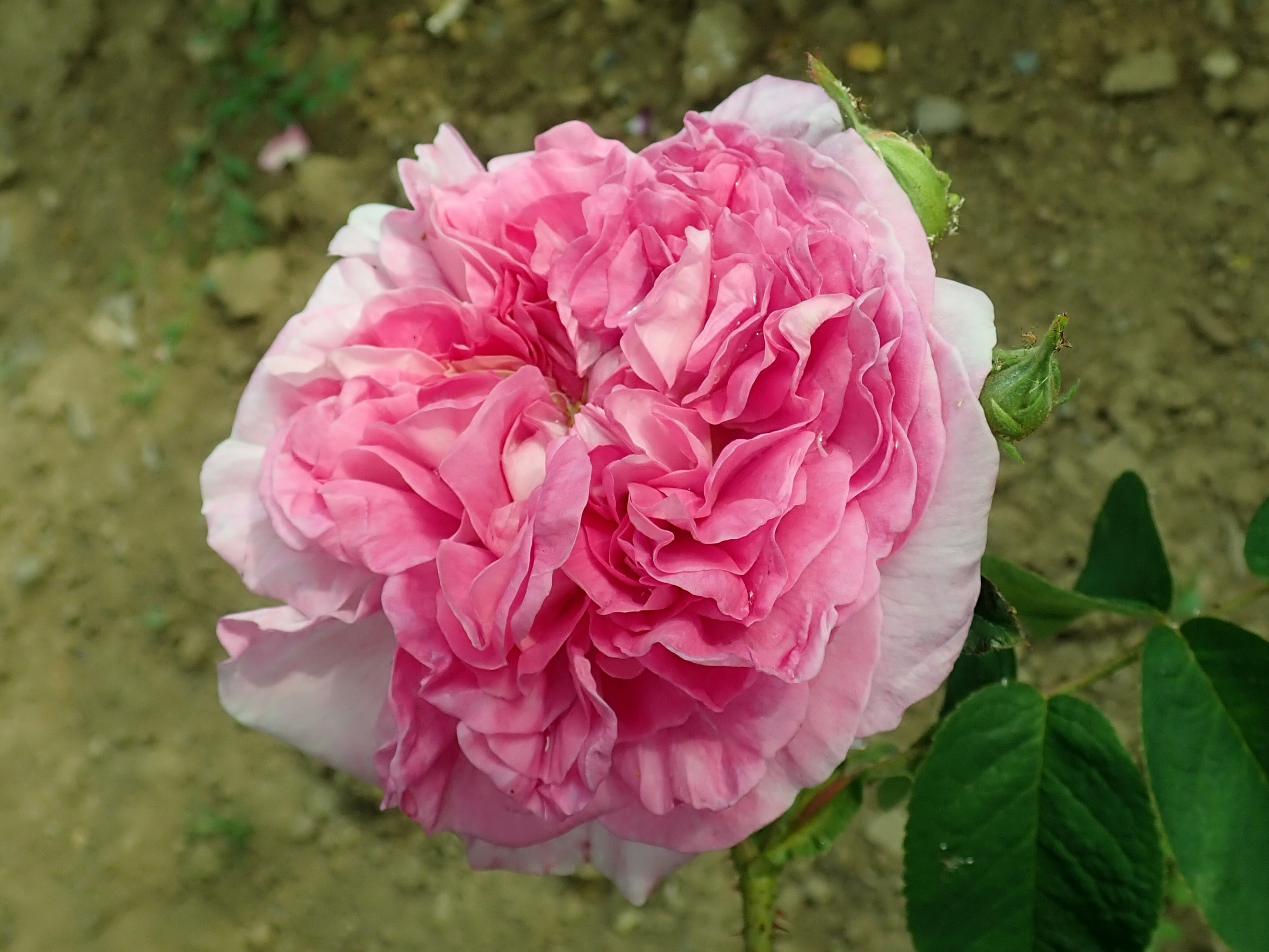
'Ypsilanté', 1821
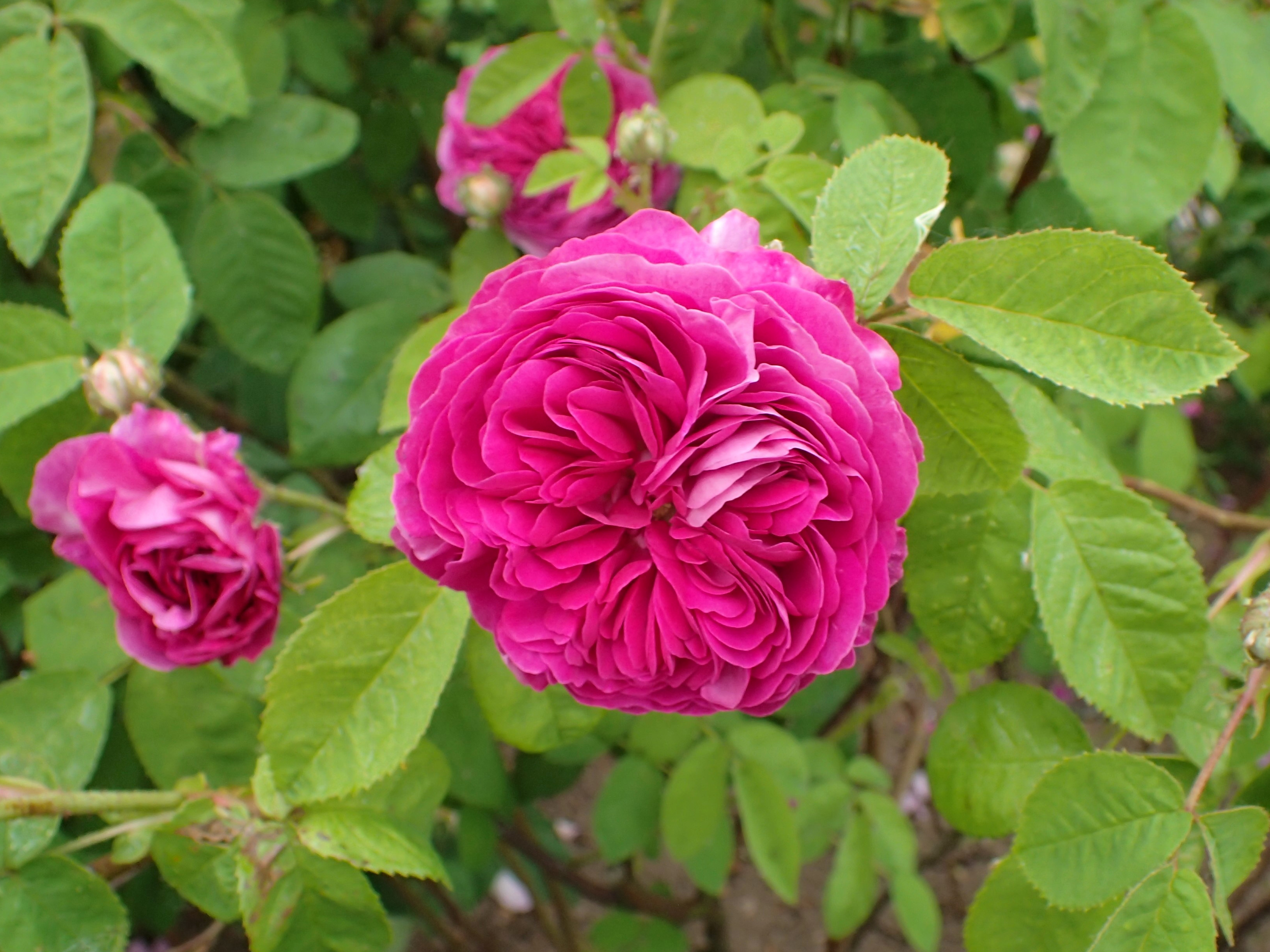
'Manteau Pourpre', 1823
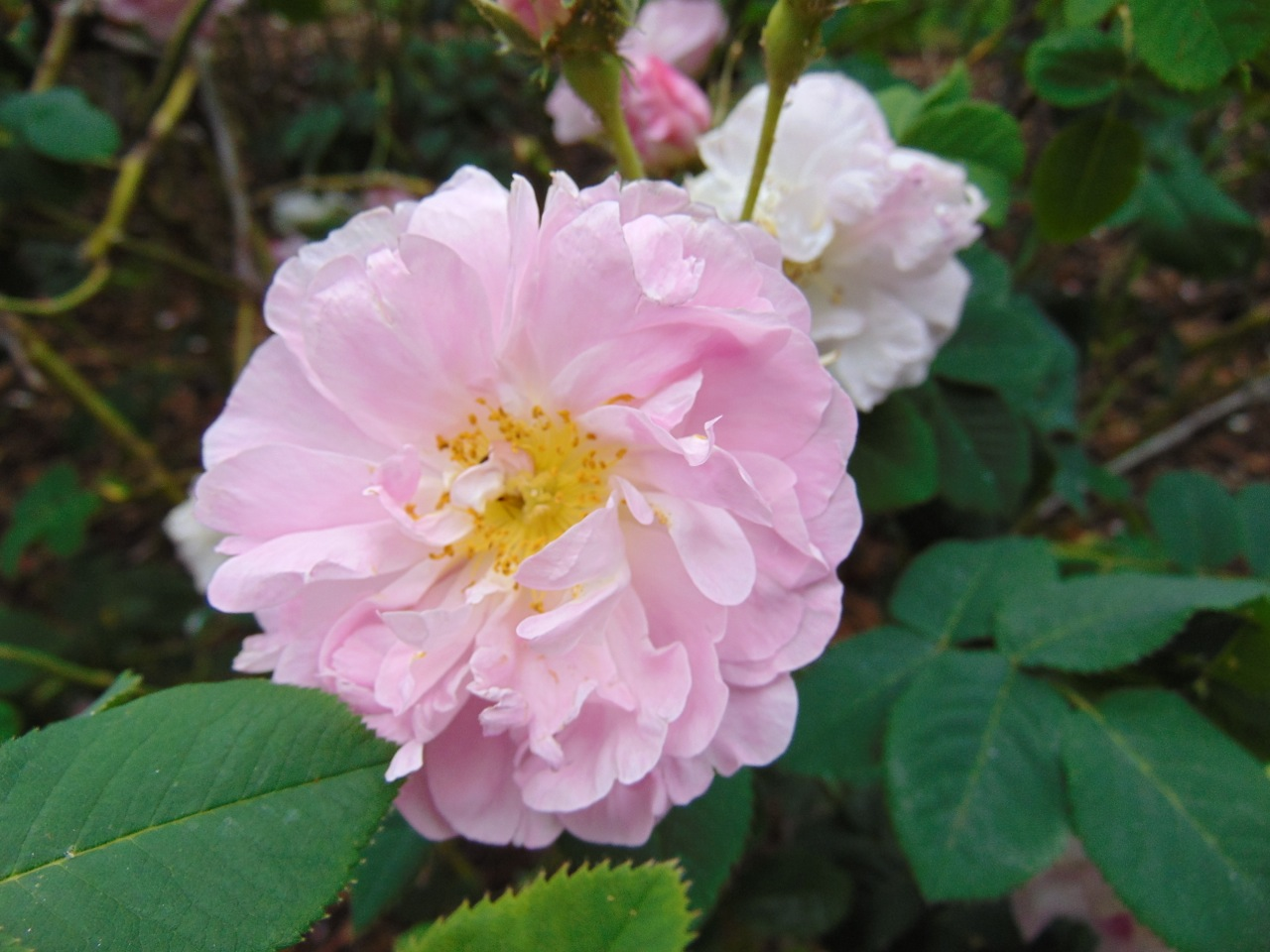
'Amélia', 1823
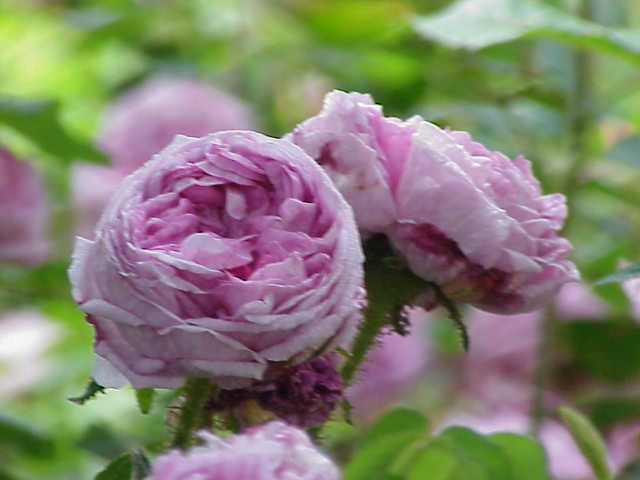
'Mousseux Ancien', 1825
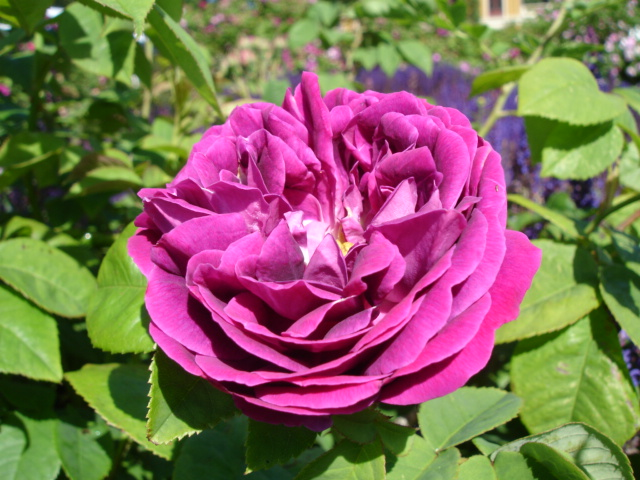
'Las Casas', 1828
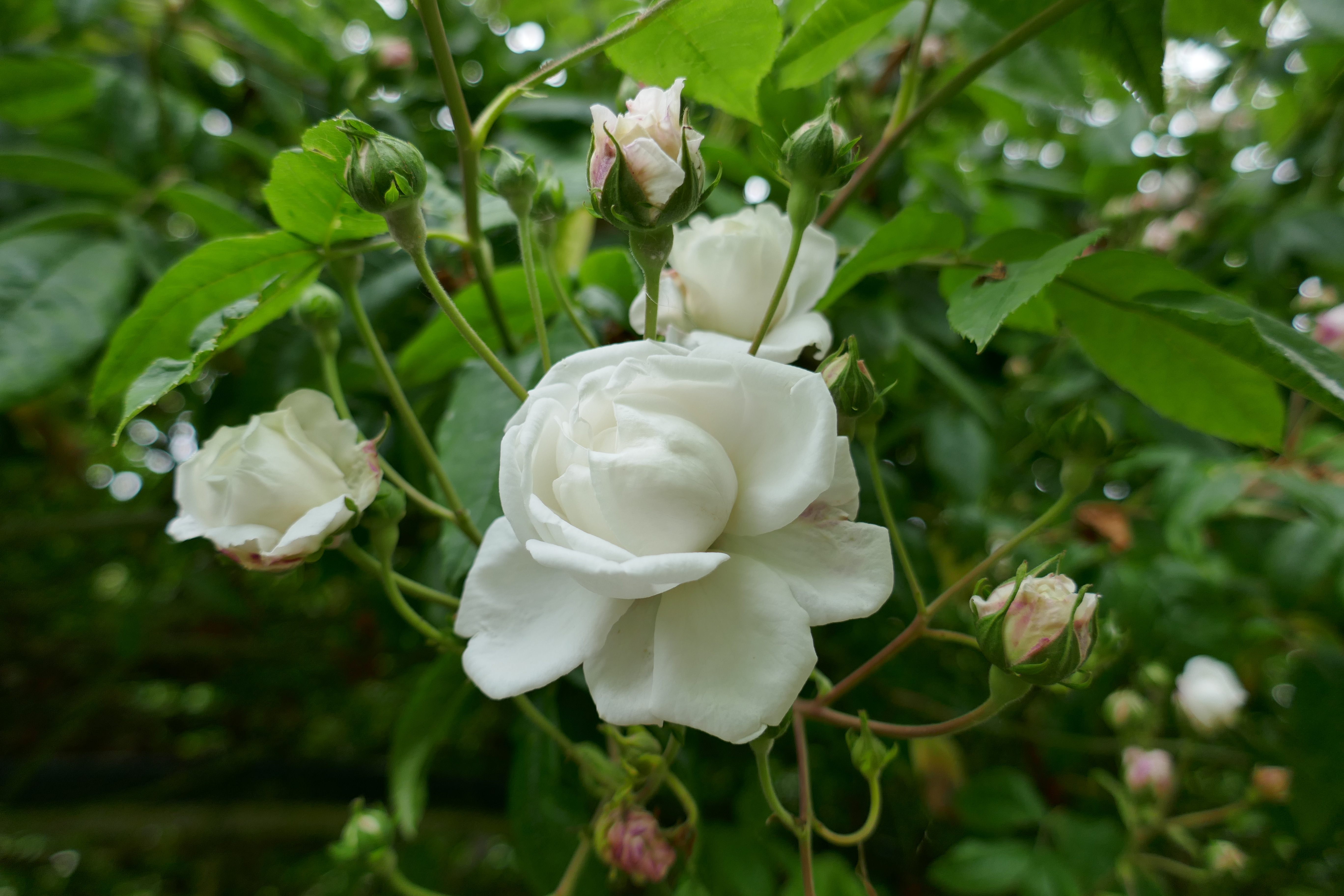
'Aimée Vibert', 1828
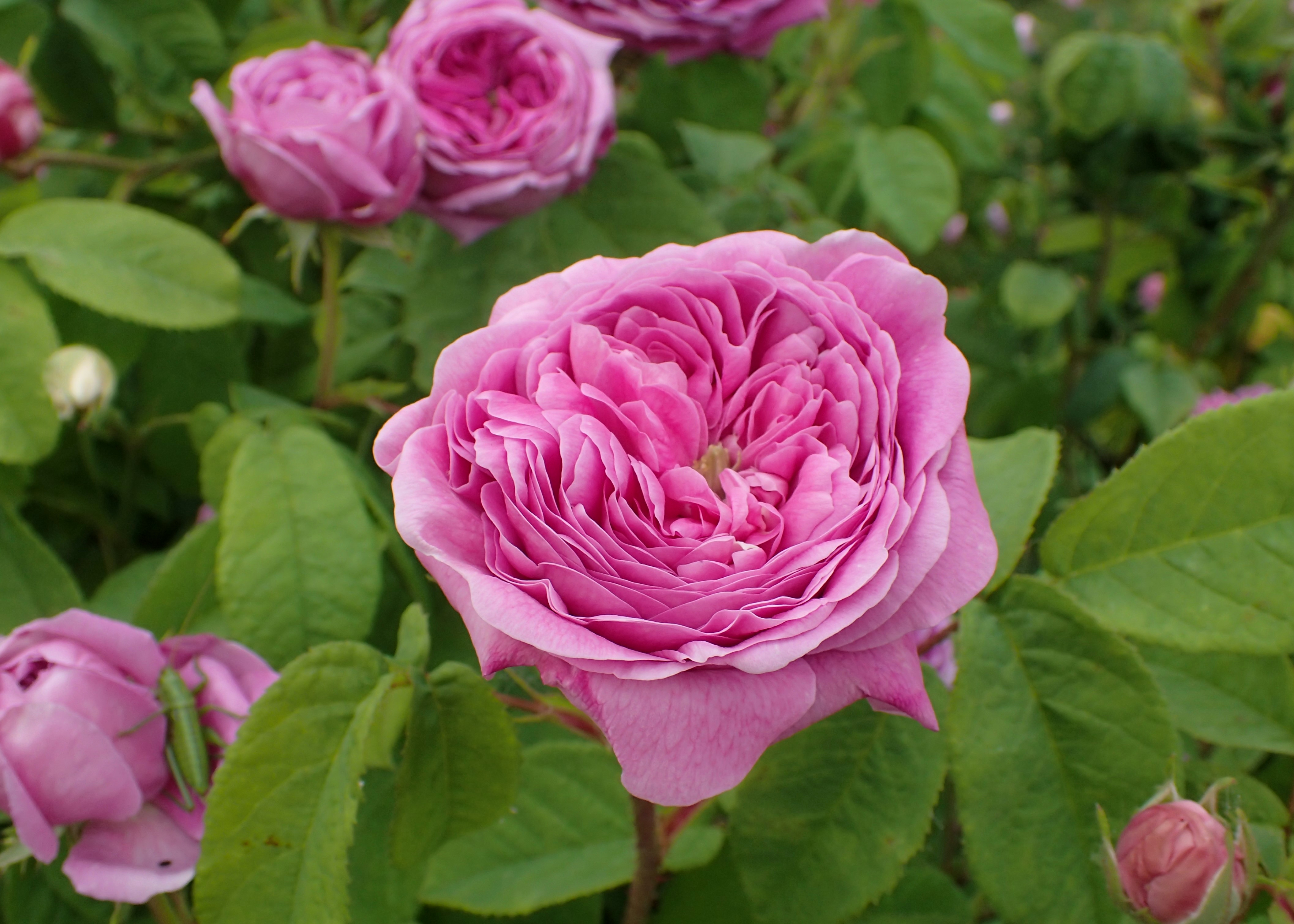
'Alfieri', 1833
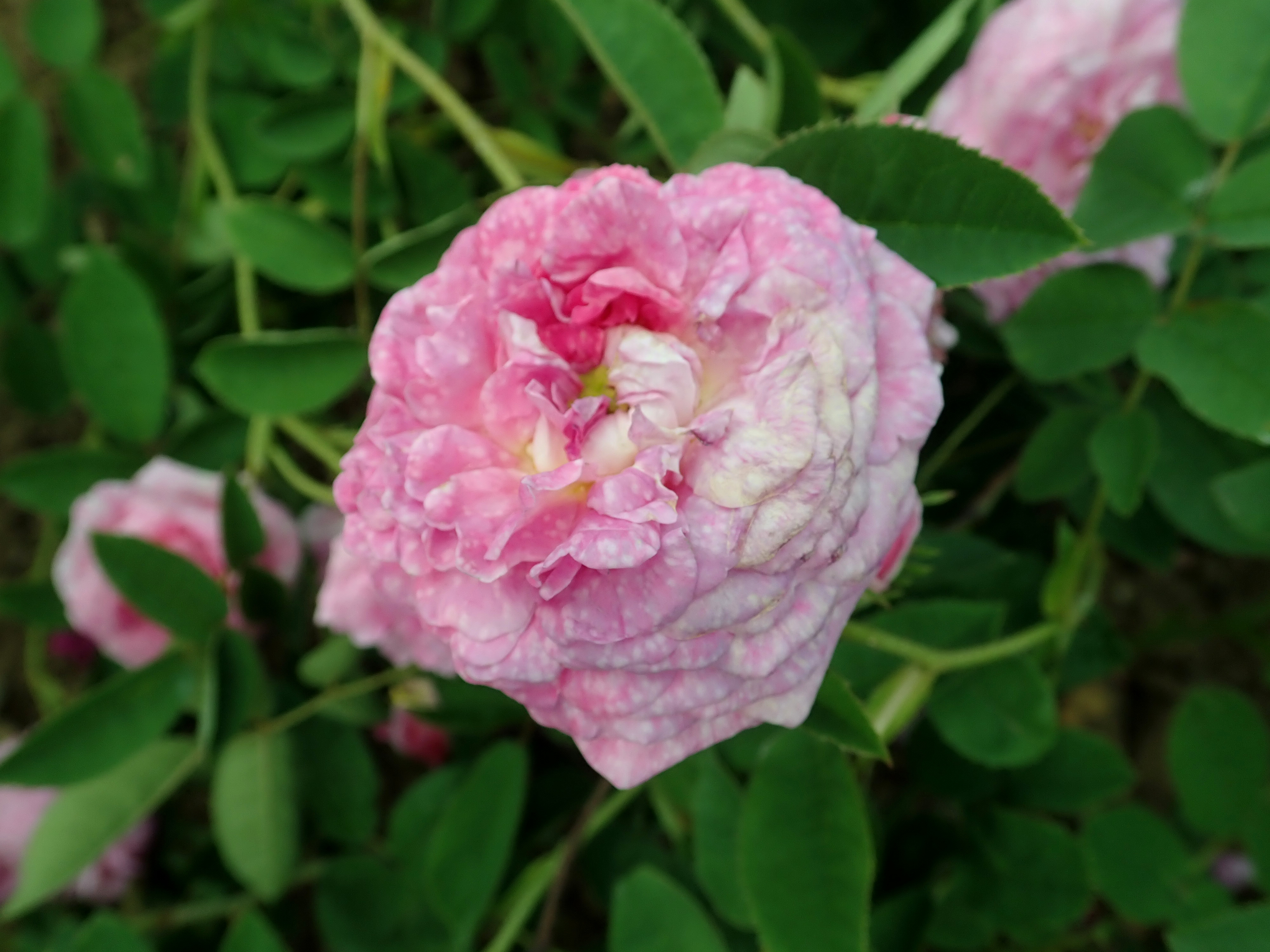
'Alcime', 1834
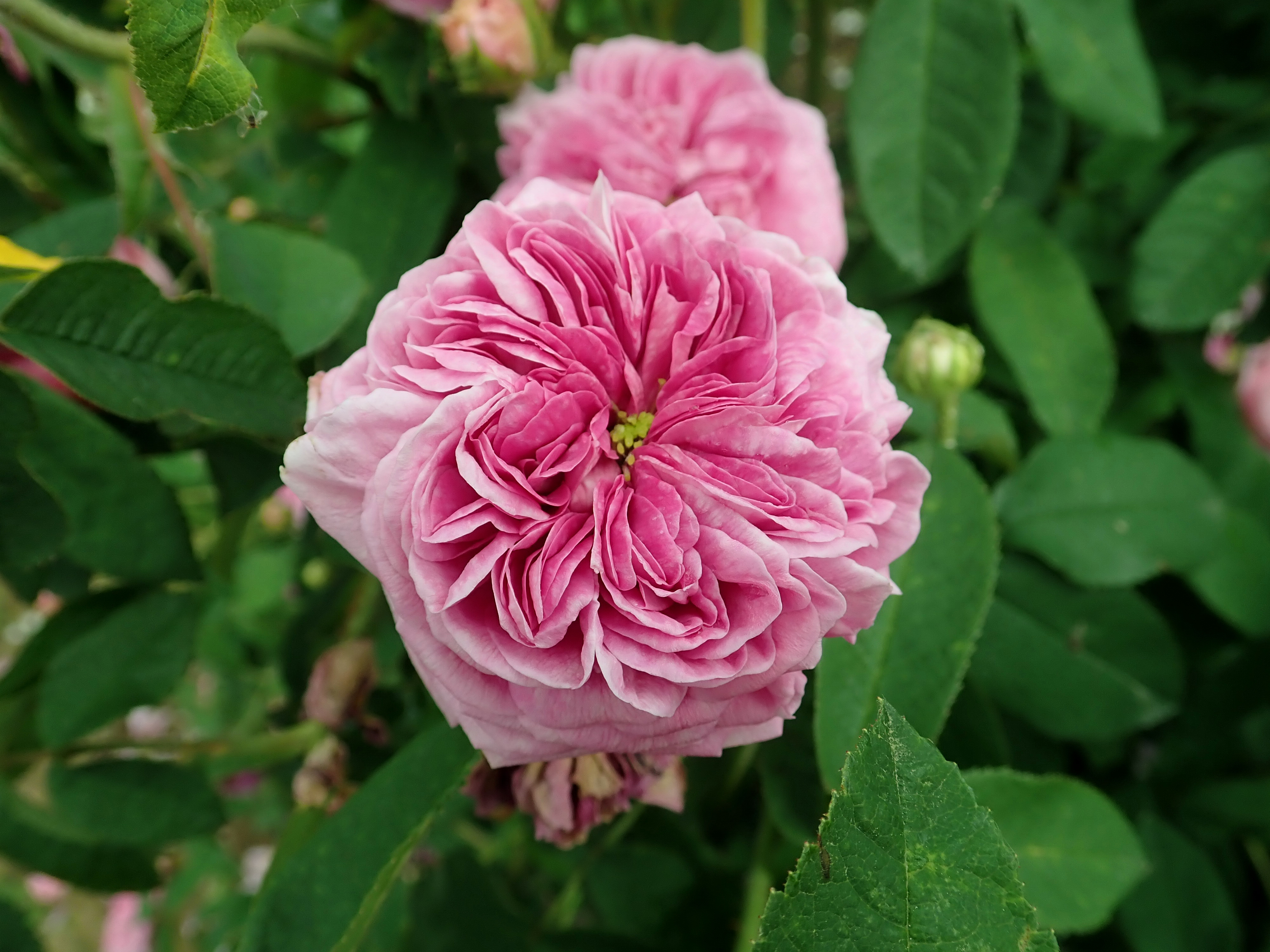
'Malesherbes', 1834
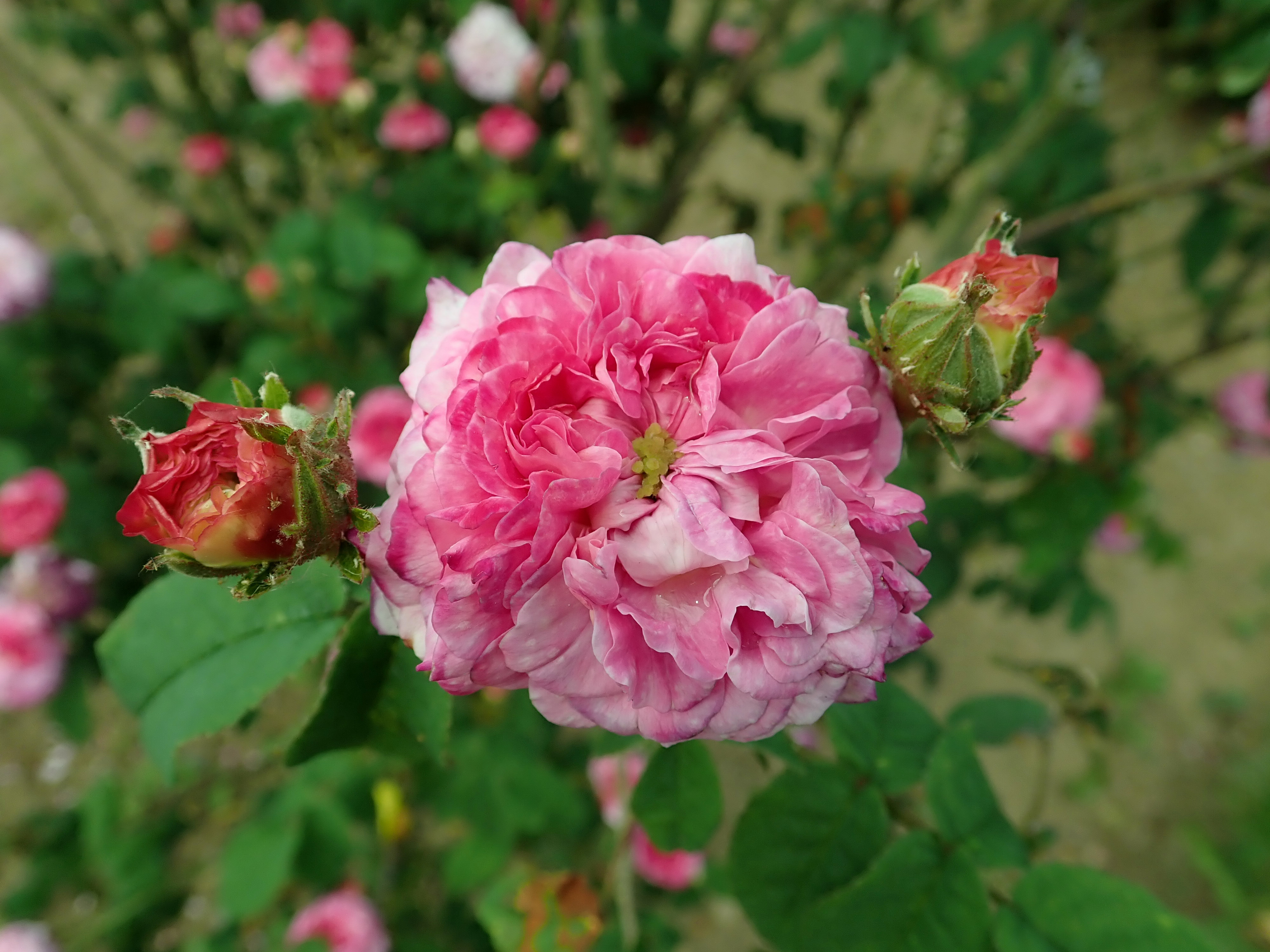
'Cramoisi picoté' (auch 'Renoncule ponctuée'),[10] 1834
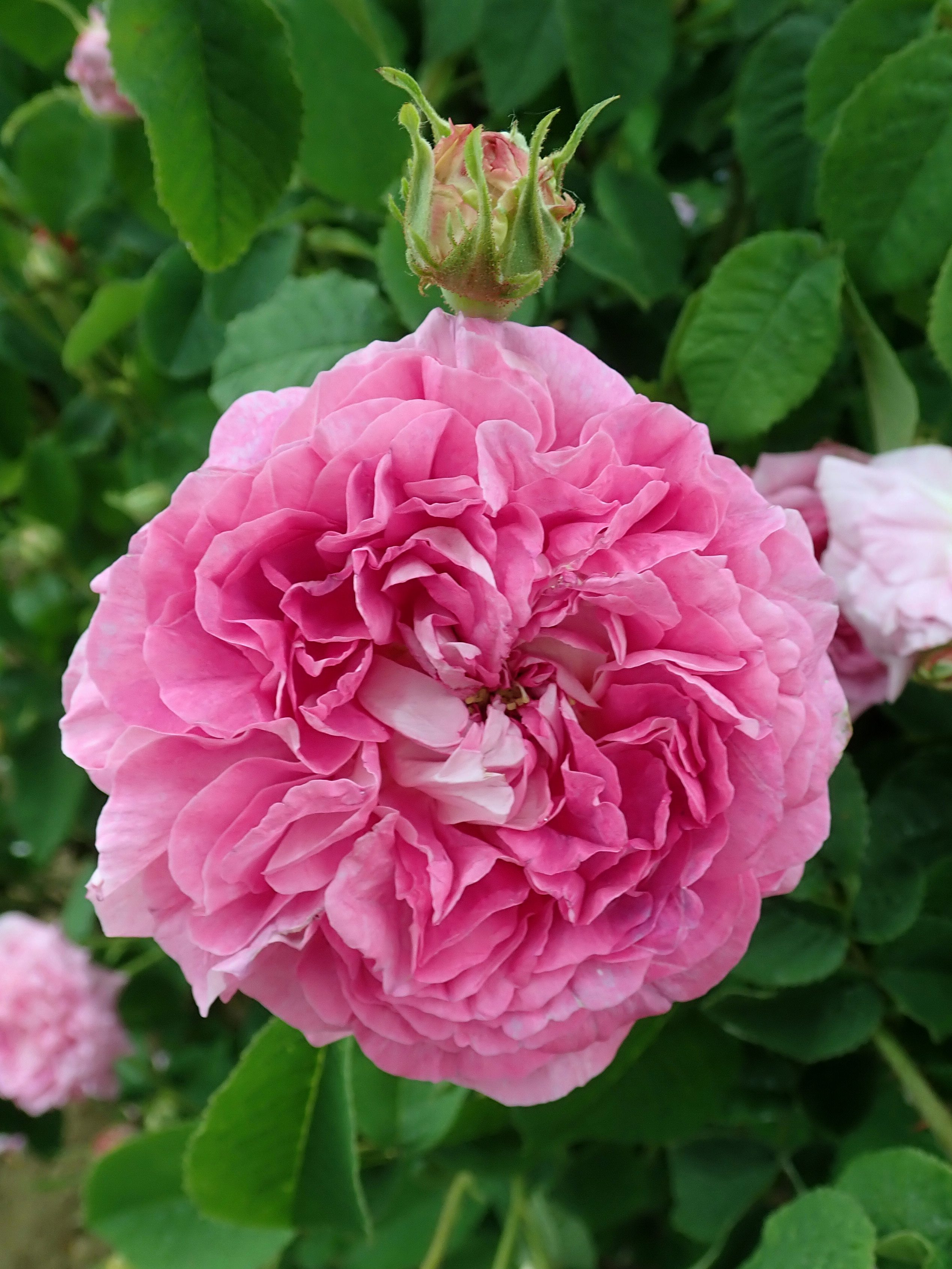
'Nestor', um 1834
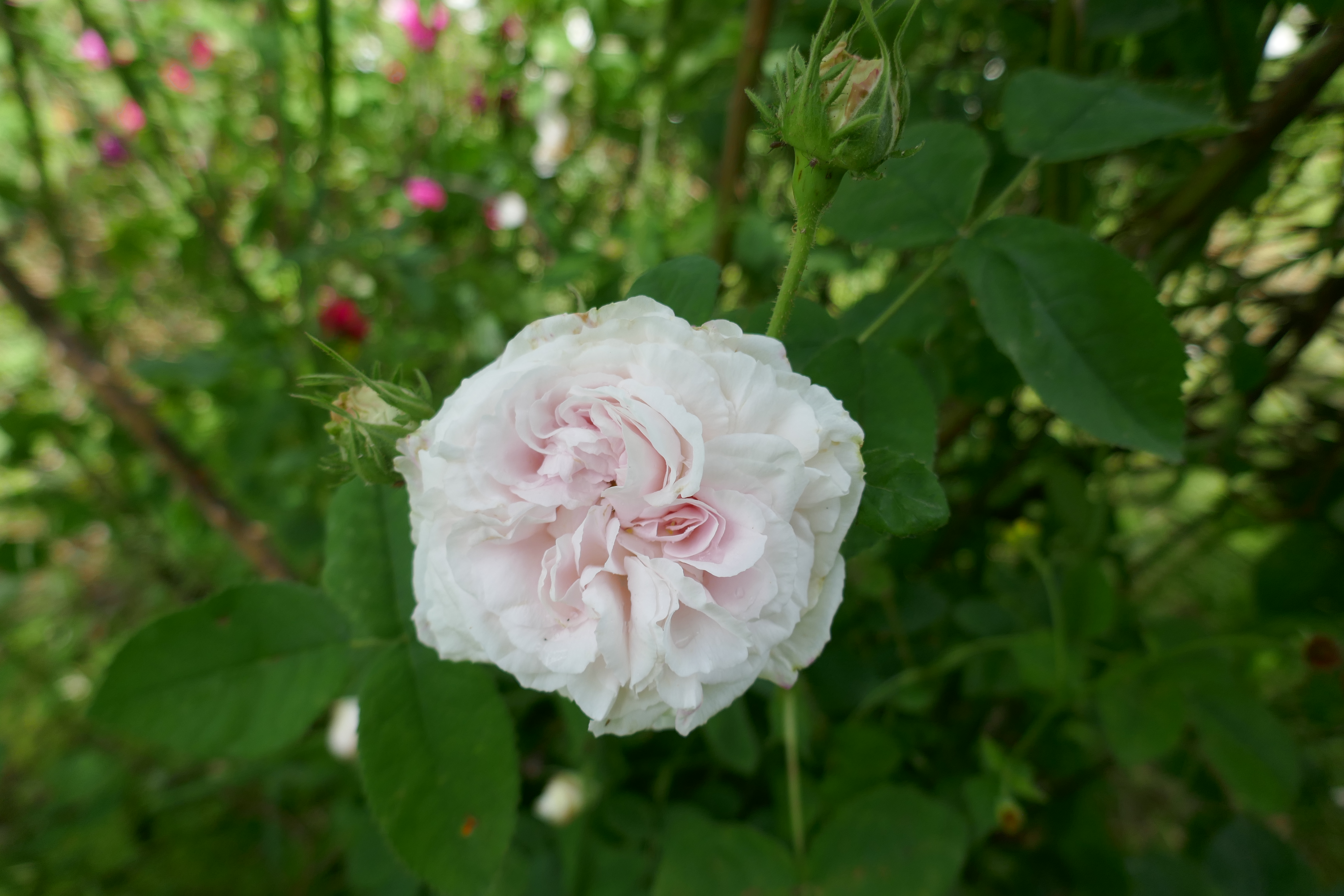
'Blanchefleur', 1835
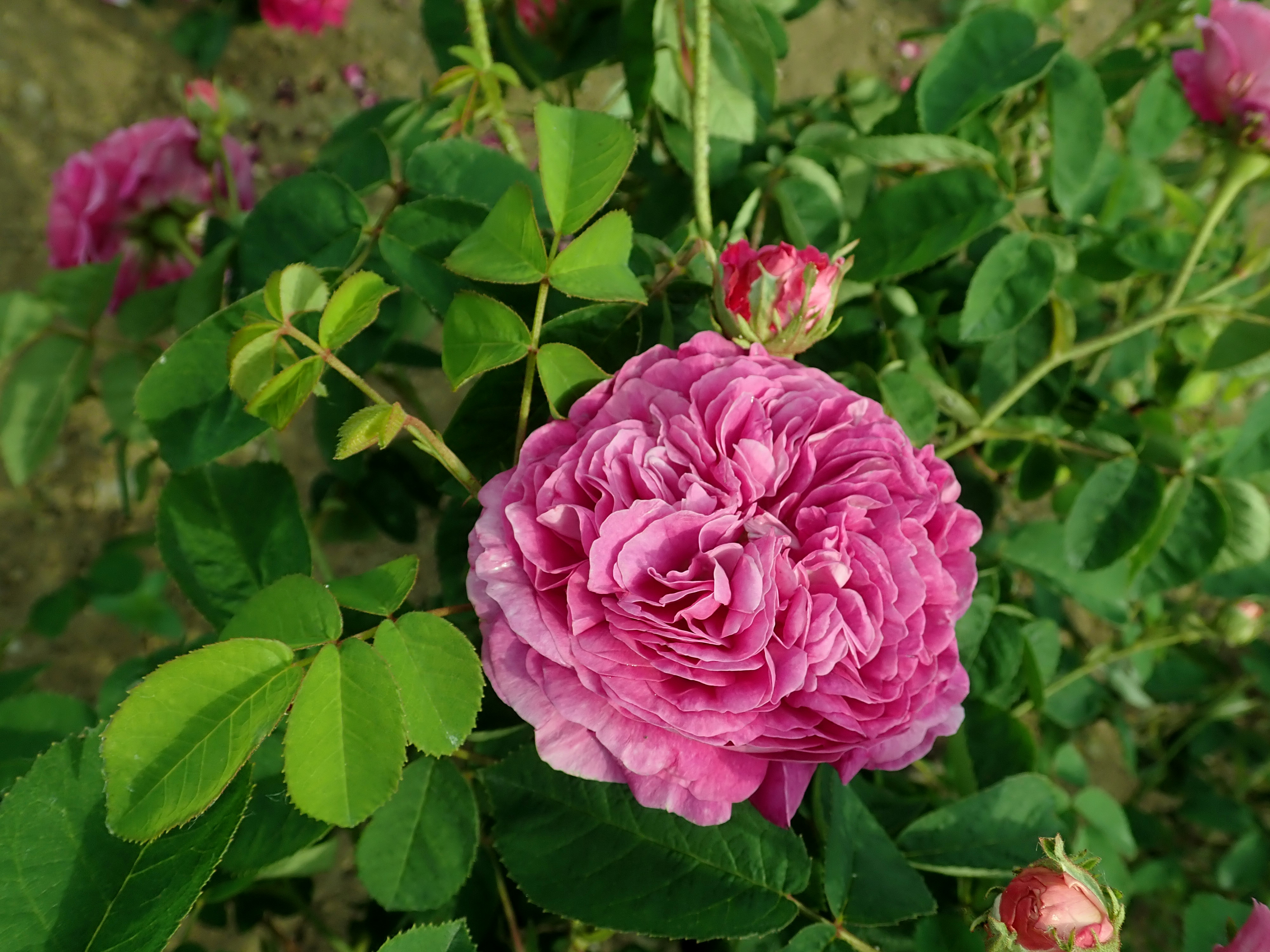
'Catinat', 1838
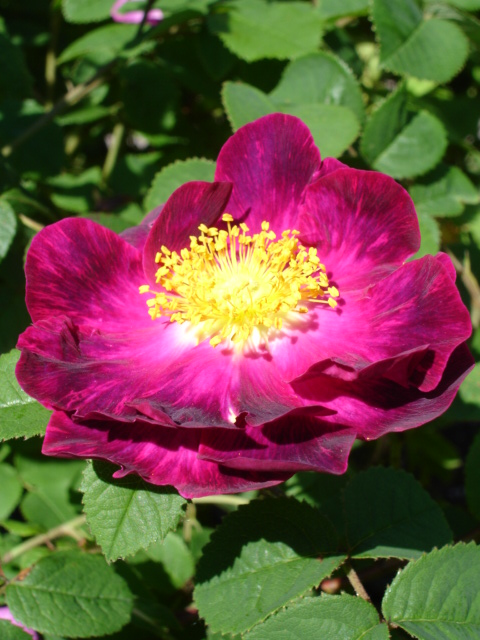
'Alain Blanchard', 1839
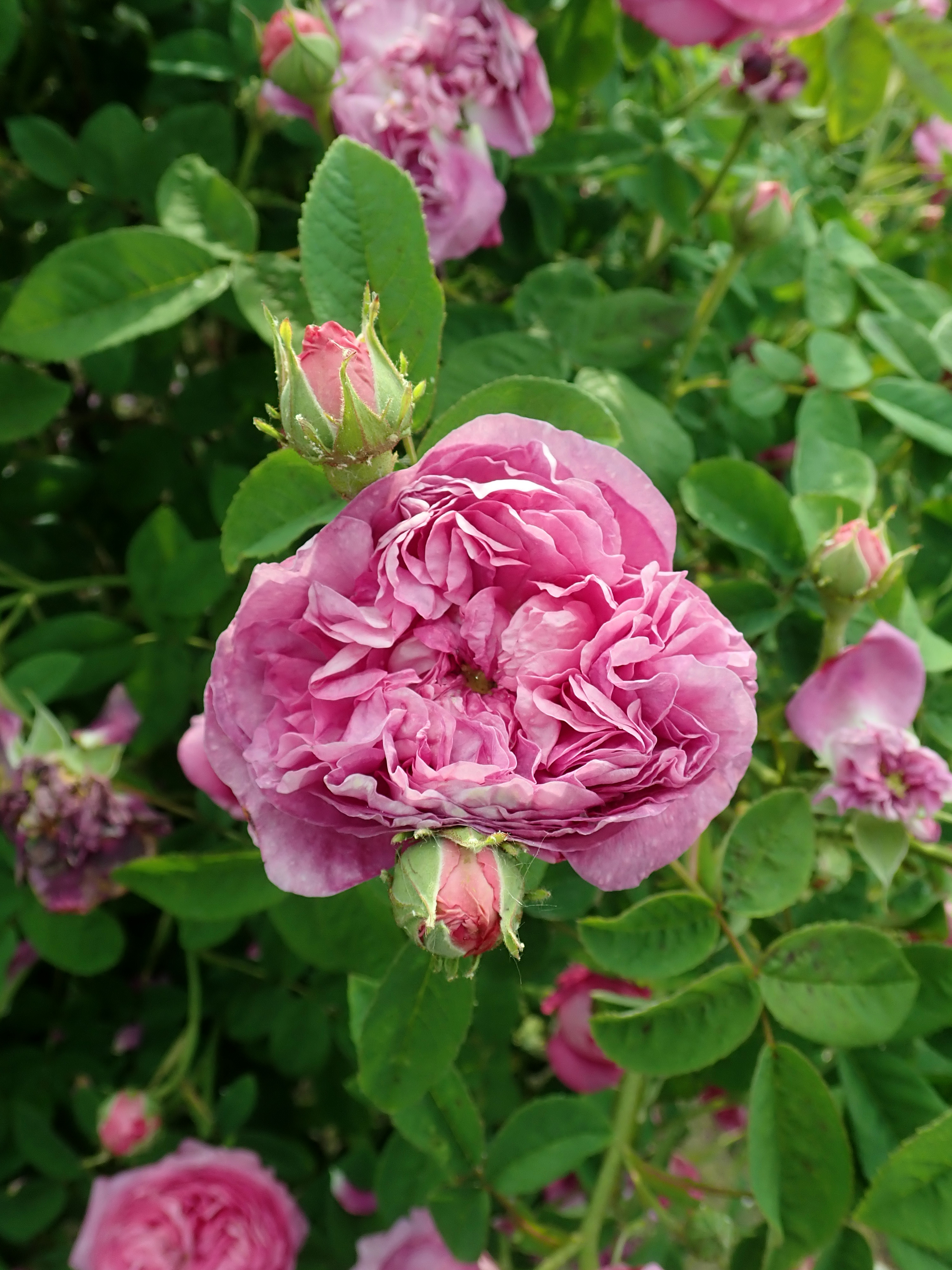
'Cosimo Ridolfi', 1842
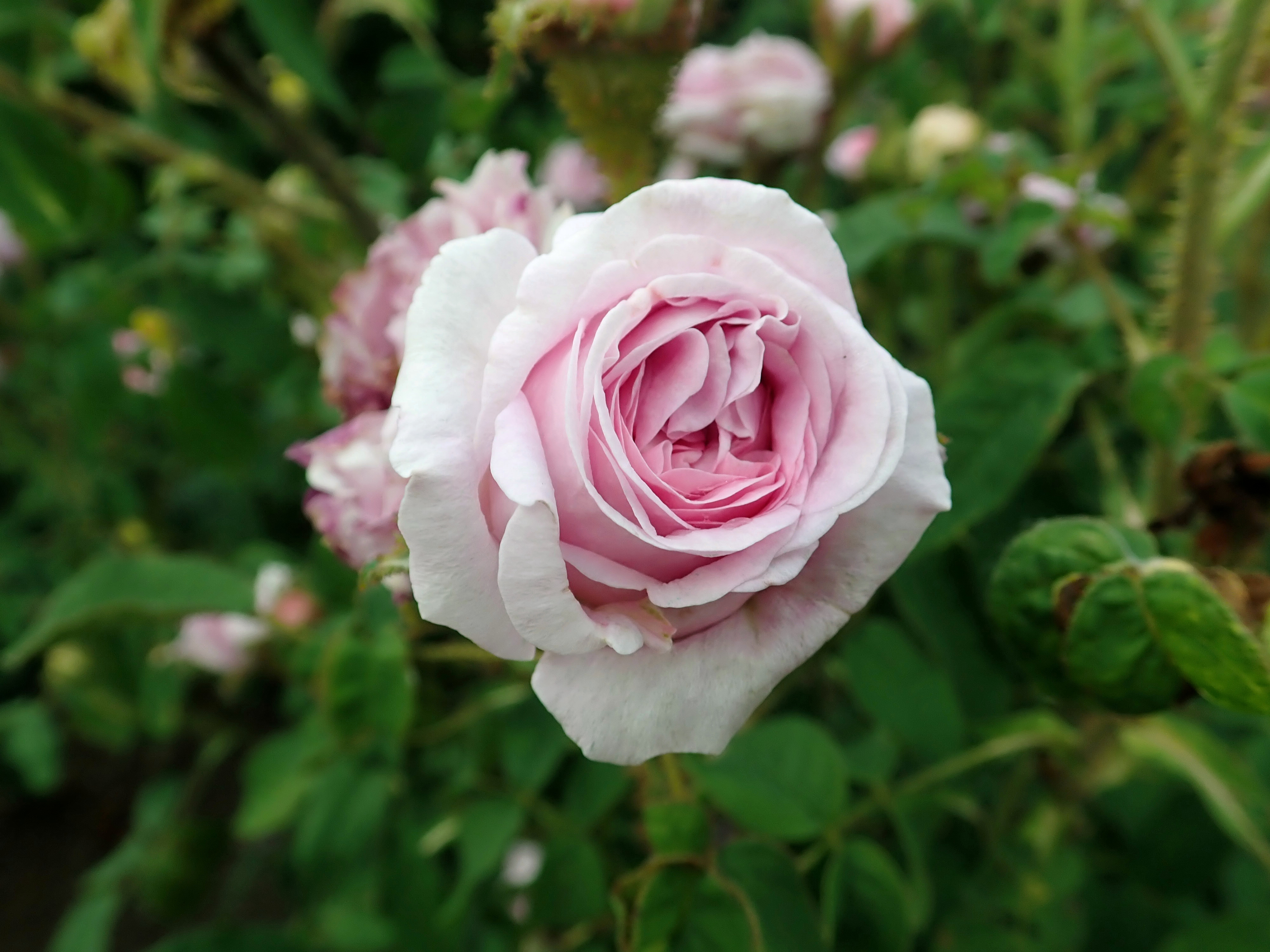
'Précoce', 1843
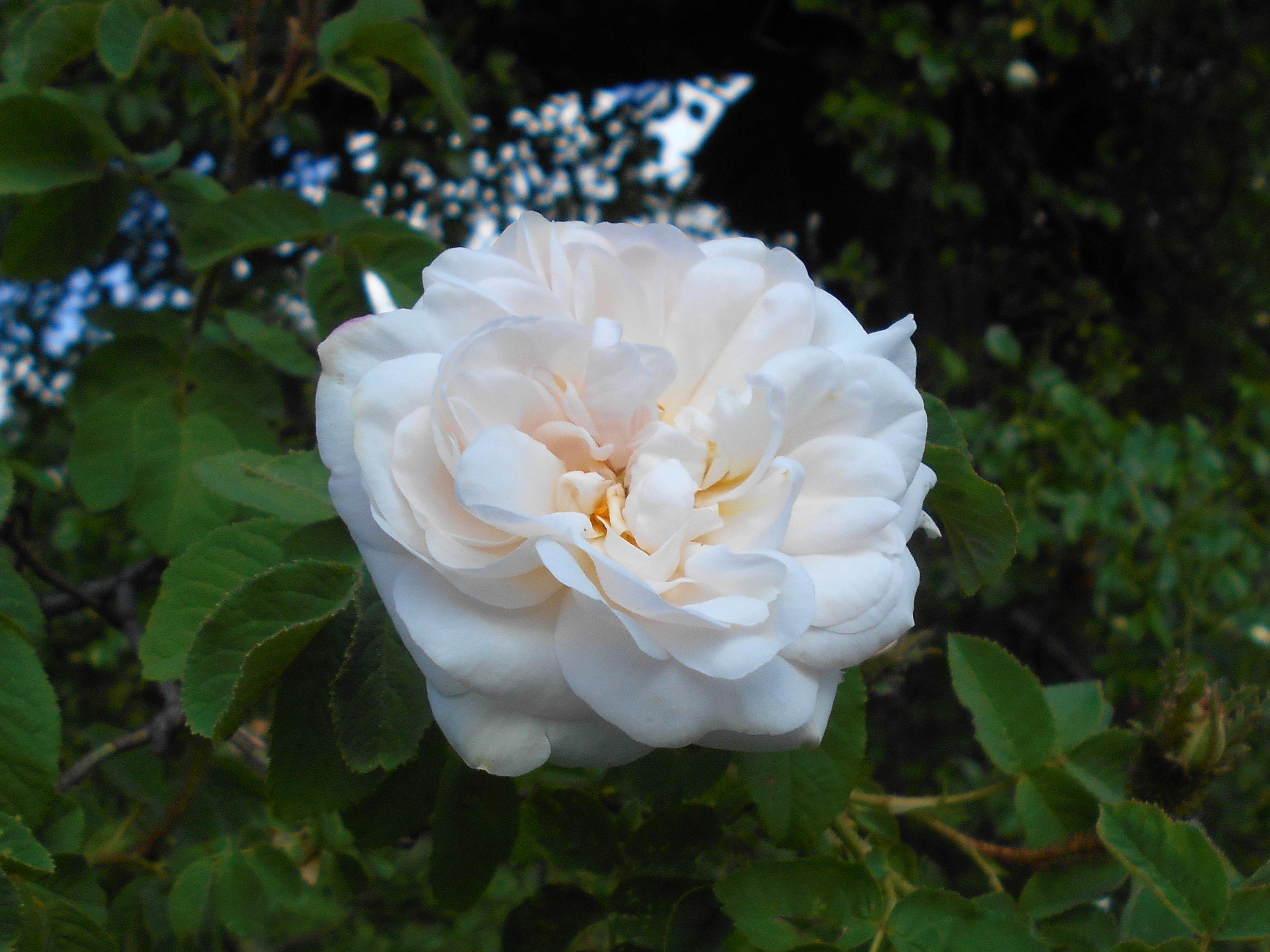
'Comtesse de Murinais', 1843
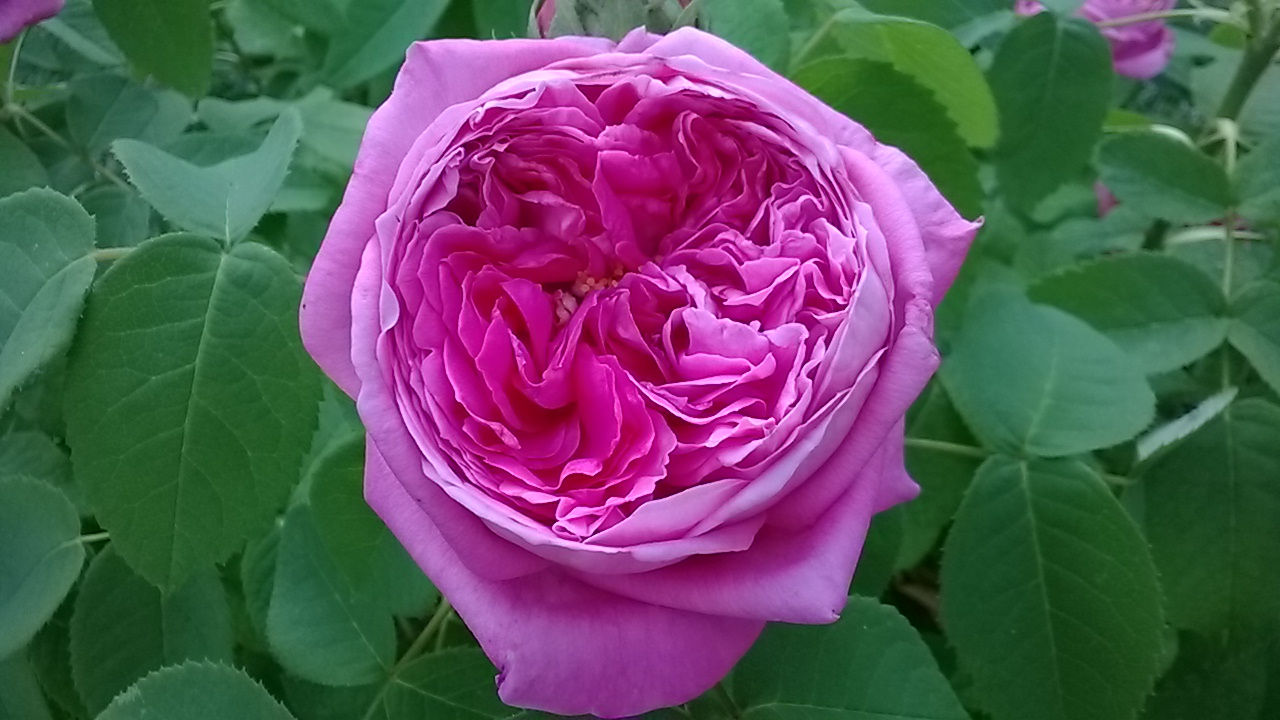
'Yolande d’Aragon', 1843
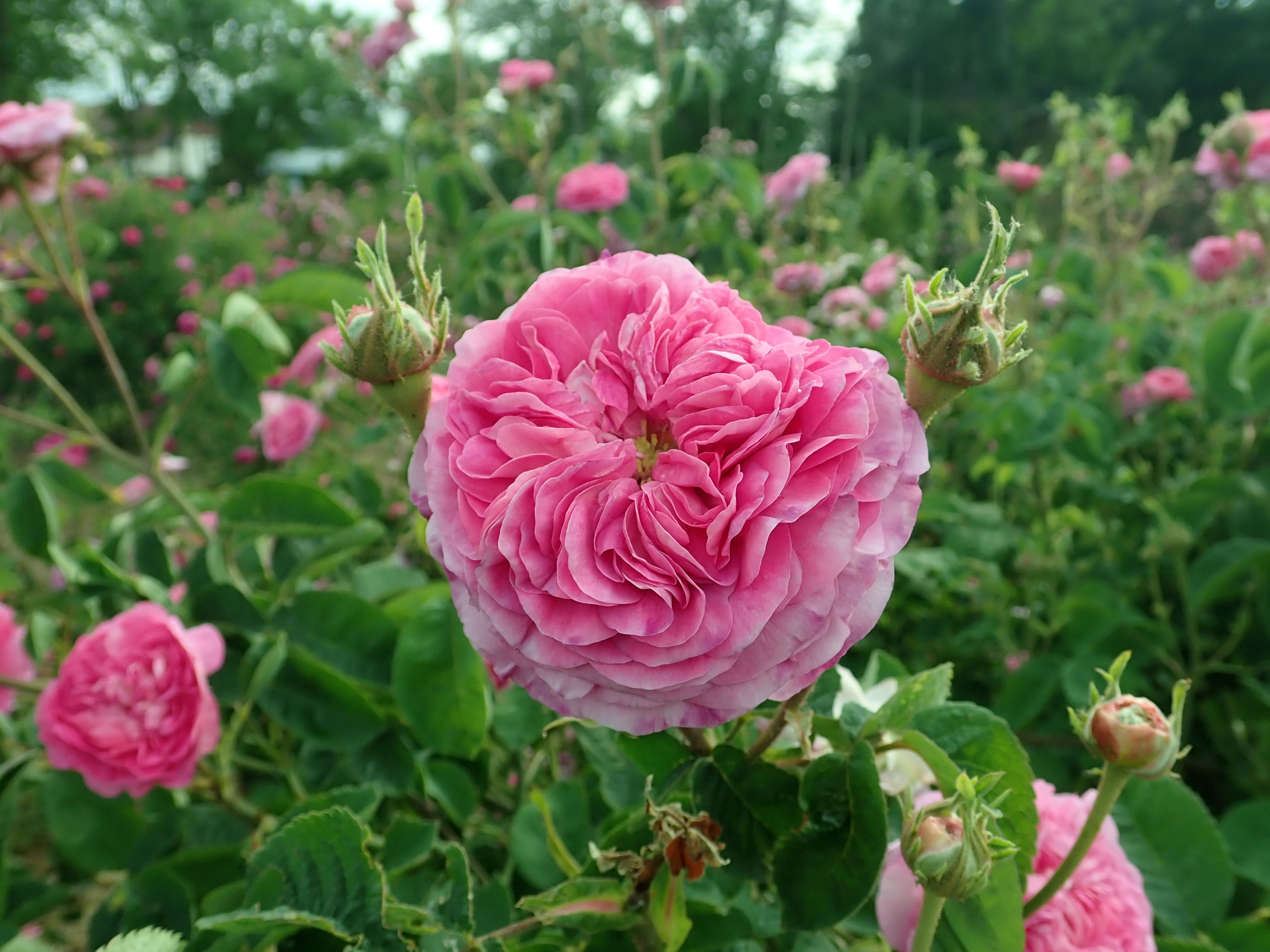
'Phénice', 1843
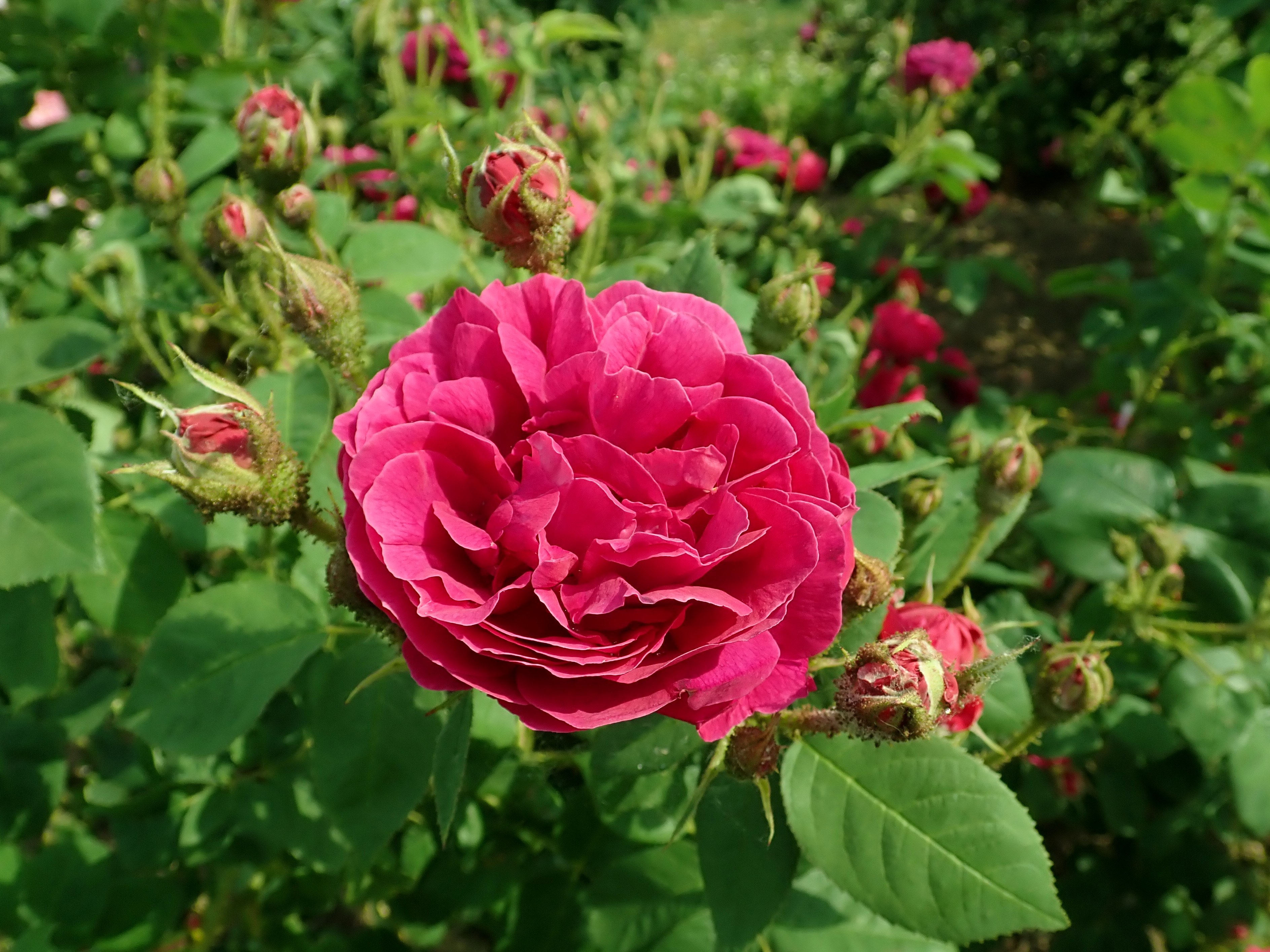
'Etna', 1845
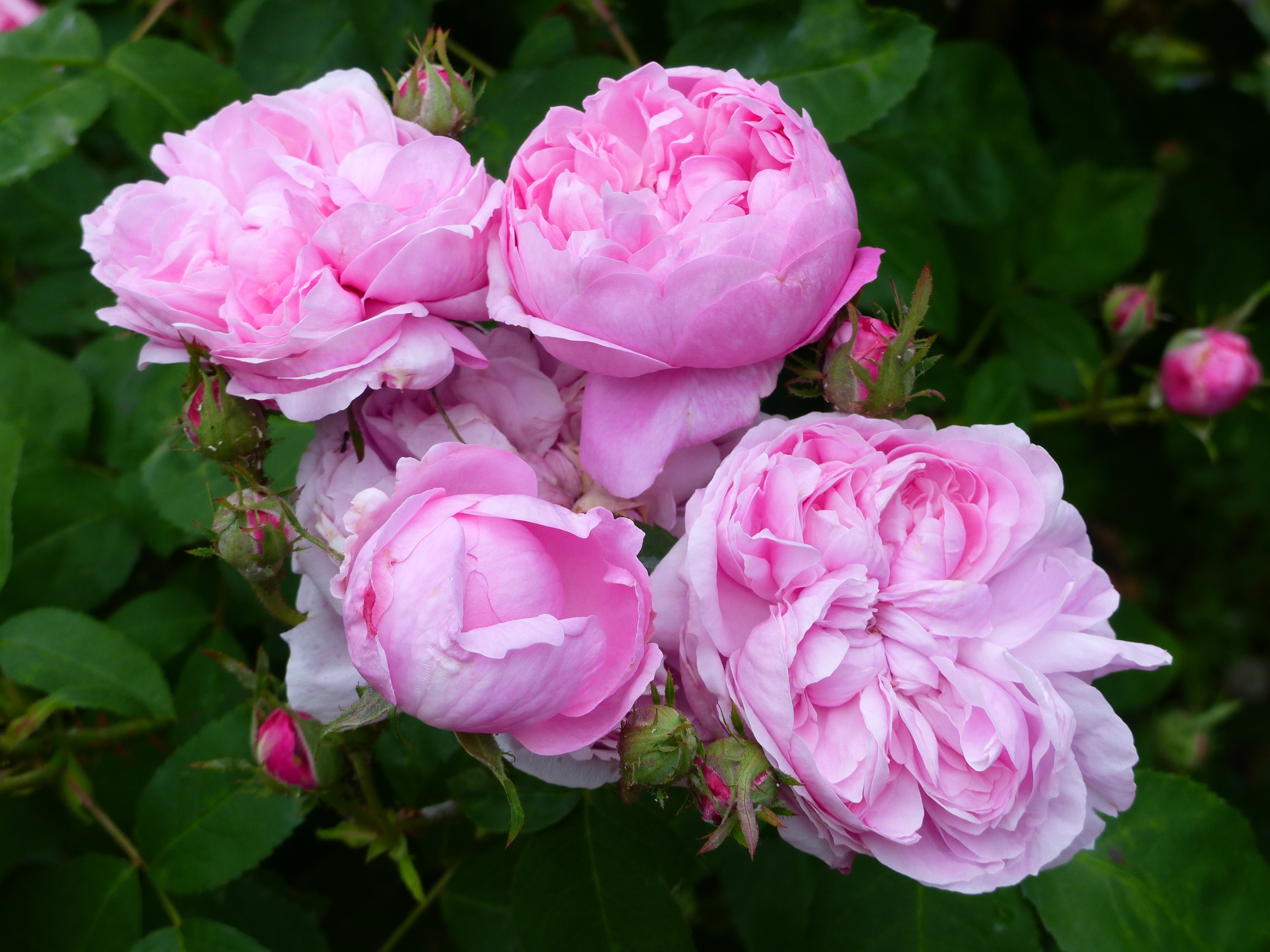
'Sidonie', 1845
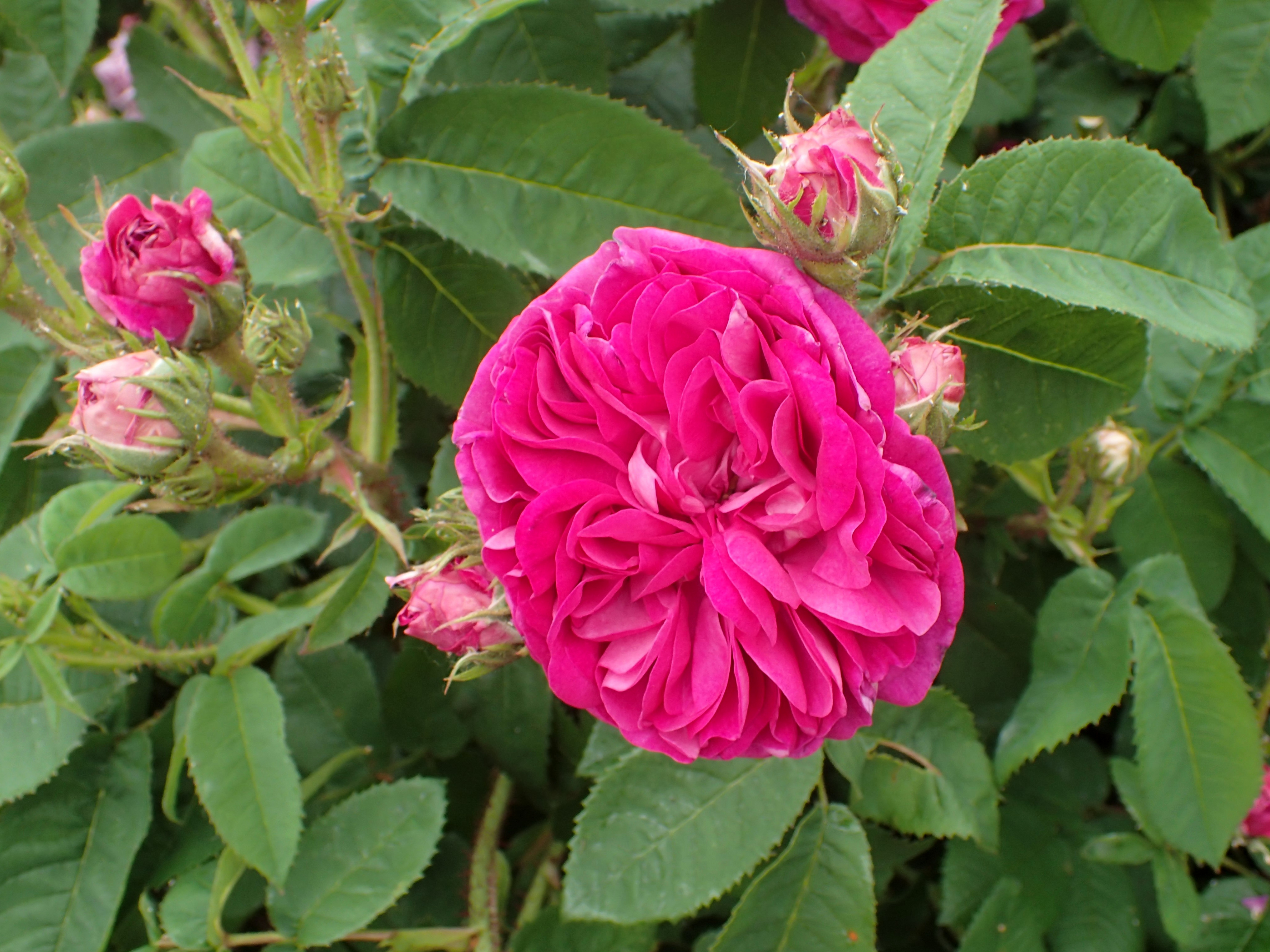
'Ville de Londres', um 1845
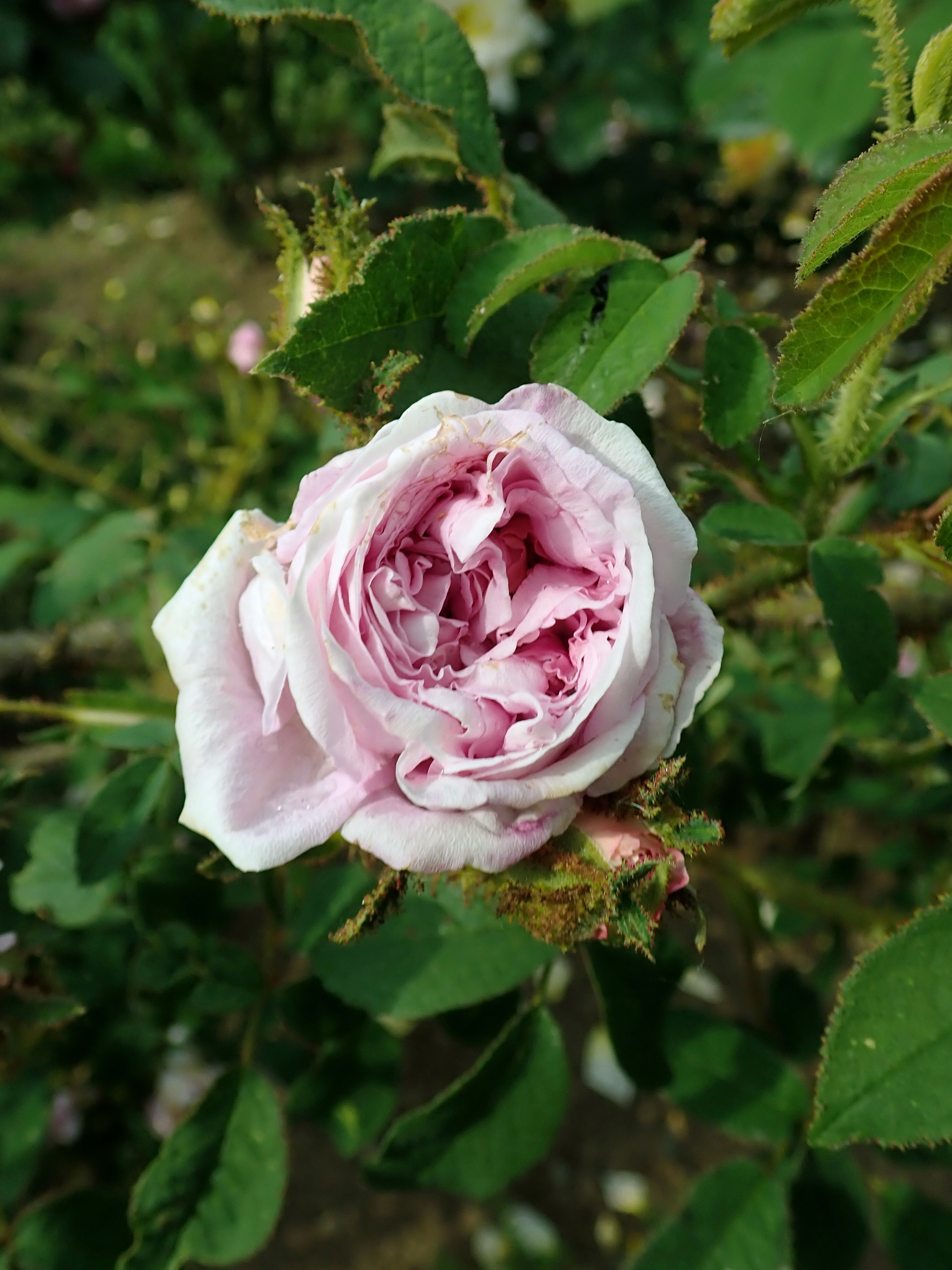
'Sœur Marthe', 1848
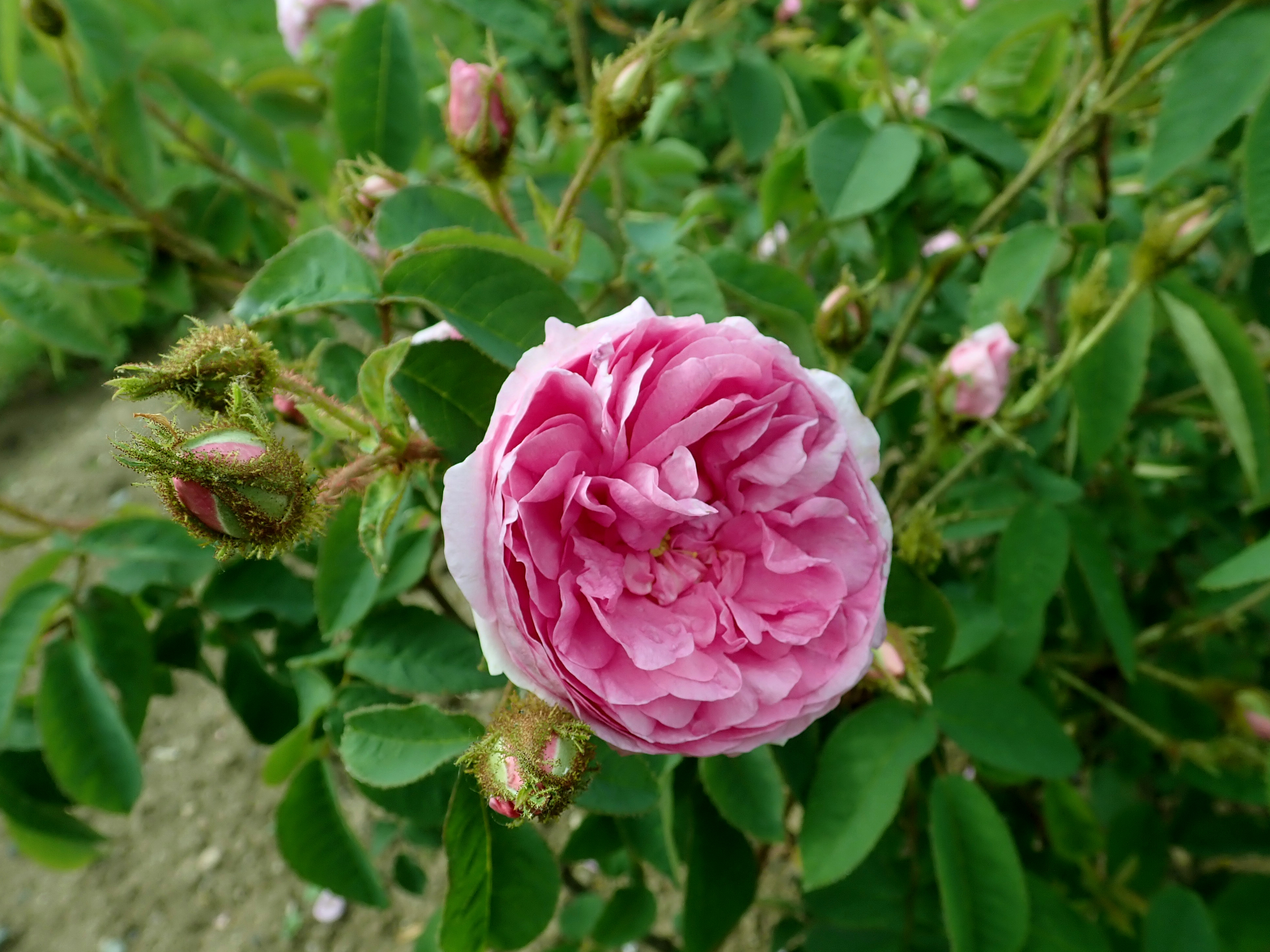
'Zaïre', 1849
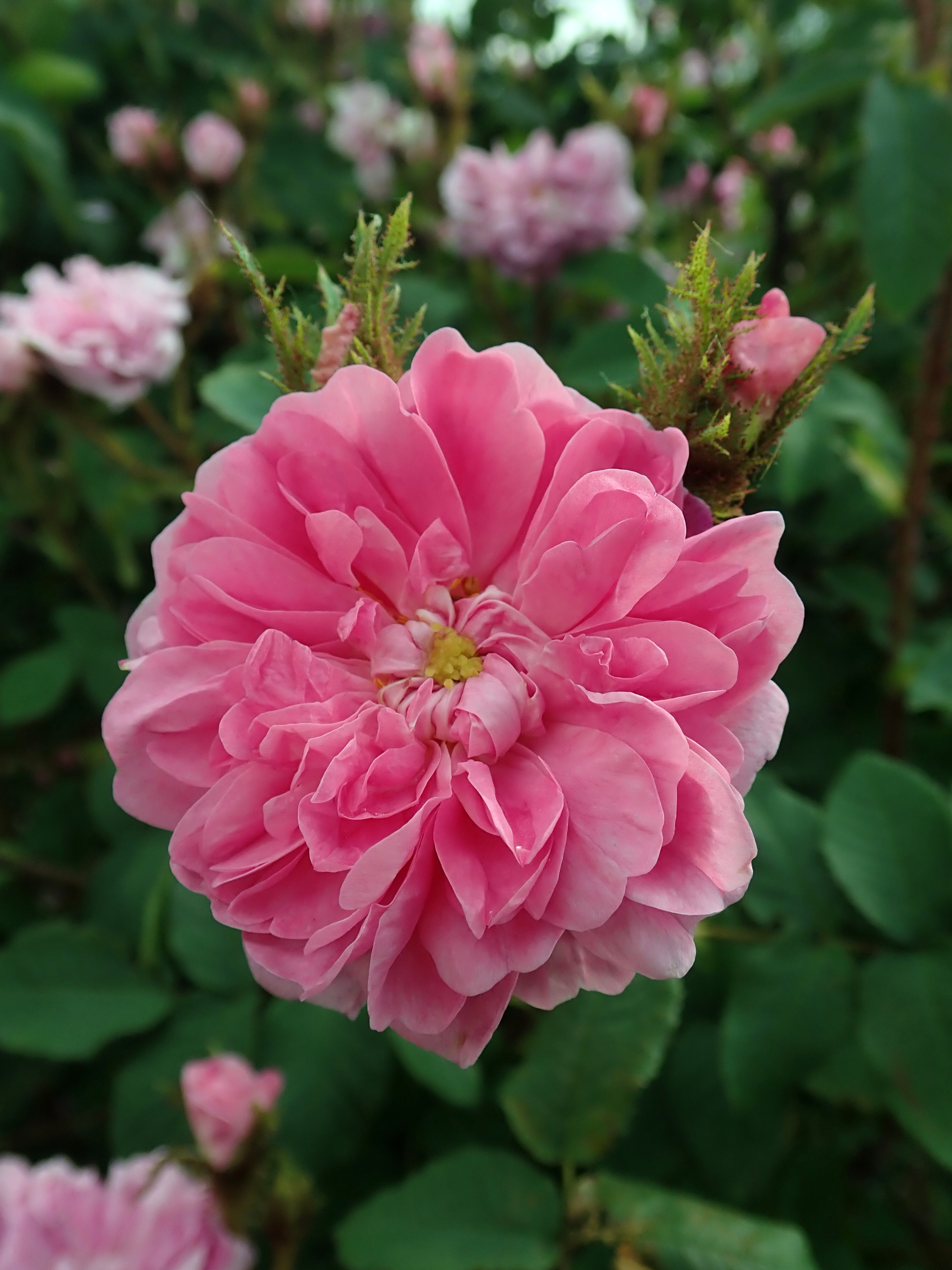
'Bérangère', 1849
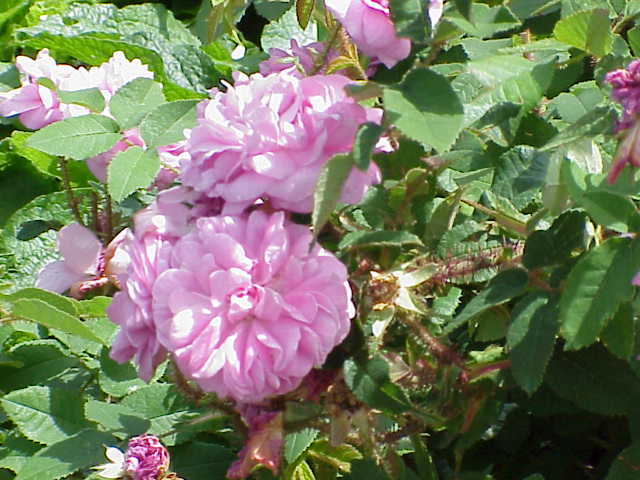
'Marie de Bourgogne', um 1850

## Werke
- Jean-Pierre Vibert: Observations sur la nomenclature et le classement des roses, suivies du Catalogue de celles cultivées, Paris, mehrere Ausgaben: 1820, 1824, 1831
- Jean-Pierre Vibert: Essai sur les roses, Chez Mme Huzard Libraire, Paris, 1824 und 1826 (online auf Gallica (französisch; Abruf am 18. Dezember 2022))